# 仮面ライダーアマゾンズ
『仮面ライダーアマゾンズ』（かめんライダーアマゾンズ、英語版タイトル：AMAZON RIDERS）は、仮面ライダーシリーズのVOD向けオリジナルビデオ作品で、『仮面ライダーアマゾン』のリブート作品である。Amazon Prime Videoにて毎週金曜にシーズン1（全13話）が2016年4月1日から6月24日まで、シーズン2（全13話）が2017年4月7日から6月30日まで配信された。

## 概要
仮面ライダー生誕45周年に当たる2016年を「スーパーヒーローイヤー」と称した東映が、その一環として新たに制作した仮面ライダー作品である。1974年から1975年にかけて放映された仮面ライダーシリーズ第4作『仮面ライダーアマゾン』（以下『アマゾン』）を原典としているが、設定やストーリーはほとんど一新されており、いわゆる一種のリブート作品に相当する。『アマゾン』で敵怪人の通称に用いられていた「獣人」も、本作品では登場する異形の存在全般を指す「アマゾン」に置き換えられており、主人公の変身ヒーロー名だけにとどまらなくなっている。
2016年3月18日には、東京ドームシティとシアターGロッソで制作発表会が開催され、プロデューサーの白倉伸一郎や主要俳優陣が登壇した。白倉は、かつて手がけた初期の平成仮面ライダーシリーズで試みた挑戦的な試み（白倉いわく「トゲ」）が近年の仮面ライダーシリーズでは失われていることを憂慮しており、仮面ライダーシリーズで未だに異色作と言われる『アマゾン』の力を借り、「ライダーシリーズにもう一度トゲをもたらしたい」と標榜している。
本作品は、ECサイト・Amazon.co.jp有料会員「Amazon プライム」用のサービスの1つである「Amazonプライム・ビデオ」の、日本では初のオリジナルコンテンツであり、当初はネット独占配信された。「Amazon」で『アマゾンズ』を配信することについては、白倉によれば、Amazonジャパンから「仮面ライダーのようなものを製作してほしい」という依頼が来たため、「『Amazon』といえば同名の『アマゾン』」という連想から本作品を制作することとなったが、タイトルからの出オチ感があるため、「中身に関しては真面目に取り組まなければならない」という危惧はあったと語っている。白倉によればAmazonプライム・ビデオのことを知った彼が冗談と本気を半々でAmazonジャパンに提案してみたところ、「そんなドンピシャなタイトルがあるんだ」と反応され、「関連商品の動きもいいことなどから、これはいけると判断された」とのことである。
元々原典の『アマゾン』自体が仮面ライダーシリーズの原点回帰を謳った作品であり、同時期に制作された映画『仮面ライダー1号』がオリジナルキャストによる原点回帰であったのに対して、本作品は仮面ライダーの本質であった「怪奇性や異形性」を追求した平成ならではの精神的な原点回帰にするため、シリーズをもう一度見直し、「平成ライダーとは違うものにする」という意識の元で制作された。Amazonプライム・ビデオで配信されている他シリーズとの作りを変え、配信作品は一話から観られるため、「長い長い映画を観やすくするために分割する」というスタンスはありつつ、「同じフォーマットを繰り返す」のではなく、テレビ番組のようにそのフォーマットを崩す作りにしている。
二人のアマゾンの対比として、『仮面ライダー響鬼』のように、「子供と大人」という設定のほか、脚本の小林の提案で「養殖と野生」という現在の形に改められ、昭和ライダーの『アマゾン』がモチーフのため、昭和と平成のテイストのアマゾンになり、平成化したアマゾンは往年のファンががっかりするように設定された。
生き死にをテーマにした作品のため、監督の石田からは「痛みを感じる『当てる』アクション」がオーダーされており、CGは、血しぶきなどの自然界にあるリアルなものを表現するために、なるべく合成を使わず、摩訶不思議なものは出さないようにしているため、極端に少なくなっている。また、尺においても作品のテーマが重いため、ニチアサのように早いテンポでやるのではなく、アクションや芝居の「間」を取っているため、長尺となっている。

## ストーリー

### シーズン1
大手製薬会社の野座間製薬は、秘密裏に人工生命体アマゾンの研究を行っていたが、2年前に不慮の事故により4000体の実験体が流出し、人間社会に潜伏してしまった。アマゾン細胞という人工細胞を培養して作られた彼らは、普段は人間に擬態しているが、人間のタンパク質を好む食人本能を有している。アマゾンは普段、アマゾンズレジスターという腕輪の力でそれを抑えているが、その効果が切れると怪物に変貌し、本能のままに人間に襲いかかって貪り食ってしまう。そのため、野座間製薬は系列会社の害虫駆除業者ノザマペストンサービスに駆除班を置き、秘密裏にアマゾンの駆除にあたらせていた。
そんな状況下、野座間製薬の特殊研究開発本部長水澤令華の養子水澤悠は、身体が弱いことを理由に家から出ることを許されず、義理の妹の水澤美月と共に静かに暮らしていた。
悠は定期的な注射による投薬を1日1回義務付けられていたが、前々から抱いていた本能的な嫌悪感から注射を拒絶したある日、湧き上がる本能に突き動かされるまま家を飛び出し、アマゾンと駆除班の戦いを偶然目撃したうえ、自身も異形のアマゾン態へ覚醒してしまう。
しかし、悠は野生の勘と戦闘力だけを頼りに獣のように生きるアマゾンの男鷹山仁 / 仮面ライダーアマゾンアルファと、そのパートナーである泉七羽と出会い、仁から自身がアマゾンであること、そしてアマゾンの宿命を知らされ、人を喰らう前に駆除されることを一度は望むが、七羽からアマゾンズドライバーを与えられ、仮面ライダーアマゾンオメガへと変身する。悠は己の存在について「自分は人間なのか、アマゾンなのか」と苦悩しつつも、その答えを確かめるために駆除班の一員としてアマゾンとの戦いに身を投じる。その中で、悠は駆除班の一員として戦うモグラアマゾンの青年マモルや、食人を望まず生き続ける未覚醒のアマゾンたちなど、人間と共存しようとするアマゾンたちと出会い、令華や仁がアマゾンを生み出したことを知る。
アマゾンを勝手に生み出した造物主でありながら、勝手にすべてのアマゾンを殺そうとする令華や仁たちに怒りを露わにし、悠は駆除班に身を寄せるものの、自身の在り方を人間ではなくアマゾンであると定義し、「アマゾンであっても守るべき者は守り、人間であっても狩るべき者は狩る」という意思を持つ。そして、野座間製薬が実施した大規模なアマゾン駆除作戦トラロックから生き延び、「すべての人間を守り、すべてのアマゾンを絶滅させる」という仁と対立する道を選ぶと、彼との壮絶な一騎打ちを制する。その後、悠は同調した多くの罪無き穏健派のアマゾンたちを率い、行方をくらませるのだった。

### シーズン2
トラロック事件から5年が経ち、実験体のほとんどが駆逐され、世界は平和になりつつあった。だが、今度は人間に感染する新種のアマゾン細胞溶原性細胞が蔓延し、普通の人間がアマゾン化するという事態が発生していた。これに対し、政府は新たな駆除組織4Cを結成し、アマゾン化した人間を秘密裏に駆逐していた。
そんな中、「アマゾンに育てられた」という孤児の少年千翼は、4Cに保護され教育を受けていたが脱走。アマゾン狩りをして収入を得る不良少年グループTEAM Xに拾われ、その戦力として仮面ライダーアマゾンネオに変身し、アマゾンたちと戦っていた。だが、生まれつき食人衝動に駆られる千翼の前に、カラスアマゾンに変身して戦う謎の少女イユが現れる。千翼は人生で初めて「食べたい」と思わない彼女に惹かれるが、イユの正体はアマゾン化してしまった父親に殺され、4Cの手でシグマタイプとして蘇らされたアマゾンであった。イユをただの兵器として扱わせないため、千翼は4Cに復帰し、戦闘部隊の一つ黒崎隊の一員となる。その一方、溶原性細胞を蔓延させているのがトラロック作戦から生き残ったマモルであると知った志藤たちの旧駆除班は再集結し、同じくマモルを止めるために表舞台に姿を現した悠、そして悠と向き合うために4Cに加入した美月とともに、再びアマゾン狩りを始める。
時を同じくして仁もまた姿を現し、溶原性細胞の蔓延を防ぐために千翼を殺すと宣言して彼を狙うようになる。それと同時期に、溶原性細胞の遺伝子が千翼のそれと一致したことで、彼は危険視されて4Cに凍結処分されることになる。千翼が装置の中で凍結されようとした瞬間、アマゾンとしての本性が暴走し、その場にいた多くの人間を殺傷。悠、仁、4Cの三者から追われる身となってしまう。TEAM Xを率いていたヒロキは、千翼とイユに友情を感じ、彼らを殺し合わせないため、そして2人が人間らしく生きられるように奔走するが、アマゾンの力と大人たちの権力の前には全てが徒労に終わってしまう。
実は、千翼は仁と七羽の子であった。仁は千翼がアマゾンであることを危惧しており、彼が他人を殺す前に自らの手で殺すことを決意していた。それを知った七羽は千翼と共に逃亡したが、潜伏先で溶原性細胞を蔓延させる原因である存在オリジナルのアマゾンとして覚醒した千翼に食い殺されていた。だが、その七羽もオリジナルの性質を持ったクラゲアマゾンとなって復活していたことが判明する。
逃避行の末、イユと仁に襲われて窮地に陥った千翼であったが、仁がとどめを刺そうとしたその時、イユは僅かな人間性を取り戻して千翼を助ける。それを知った4Cはイユを廃棄することを決め、彼女の腕輪に仕込まれた廃棄システムを起動させる。彼女に致命的なダメージを与え続けるそのシステムを止めるために千翼は4C本部を急襲するが、悠と黒崎隊に阻まれて失敗し、満身創痍のままイユを連れて再び逃走。イユは幼き日の思い出であるふれあいパークで、最後に家族と過ごした楽しい記憶を思い出し、笑顔を浮かべて千翼に看取られて息を引き取る。同時期に仁は七羽が変貌したクラゲアマゾンと、旧駆除班はマモルとの対決をそれぞれ制し、愛する人と大切な仲間をそれぞれ討ち取る結末を迎えた。
イユを看取った千翼は、彼女の遺体を背負い1人さまよっていたが、最後のオリジナルである千翼を殺し、溶原性細胞の蔓延を止めるために悠と仁が現れる。千翼は最後まで自分の生を全うするため、たった一人で悠と仁に立ち向かう。全てが終わった後、悠は美月に自分を駆除するよう求めたが、美月はそれを断り悠を生かす道を選ぶ。仁は一人慟哭しながら、行くあてもなく旅立っていく。そして、七羽と千翼が住んでいた隠れ家には、七羽のストール、千翼とイユのネオアマゾンズレジスターが置かれていた。

## 登場人物

### 仮面ライダーの変身者

#### シーズン1の変身者
水澤 悠（） / 仮面ライダーアマゾンオメガ / 仮面ライダーアマゾンニューオメガ
シーズン1の主人公。20歳の青年。アマゾン細胞がヒト型に成長した実験体、人間にアマゾン細胞を移植した仁とも異なりアマゾン細胞にヒトの遺伝子を与えた第3のアマゾン。三崎からのあだ名は「坊っちゃま」。
物語の始まる2年前、水澤令華が自身の遺伝子をアマゾン細胞へ移植していることから事実上、彼女の実子になる。当然、出自以前の記憶はなく生まれてすぐに世間から隔離され家の中で匿われていた。趣味は熱帯魚の大きな水槽の手入れをすること。普段は穏やかで優しい性格だが、アマゾンとしての本能が目覚めるほどに好戦的になる。アマゾン細胞の力で異常ともいえる回復力を持ち、腹部を貫かれ出血多量で意識不明になるほどの重傷を受けてもタンパク質を摂取すれば数時間で完治する。
令華から日課として命じられていた抑制薬の投与を拒んだある日、本能に導かれるようにアマゾンたちと駆除班との戦闘に遭遇。仁の変身に呼応するように、アマゾン態へと変身してしまうが、その後は仁に連れ去られ、アマゾンズレジスターを装着される。仁から、アマゾンの正体や彼の目的、そして自身が辿る運命を聴き、「近い将来に人を食べるくらいなら駆除されたい」と後ろ向きな態度を示していたが、「食われる前に食え」というアマゾンの本能に従い、七羽から譲り受けたアマゾンズドライバーでアマゾンオメガに変身。仁に襲い掛かり彼のアマゾン狩りには協力しない姿勢を明らかにした。その後は自身の存在について思い悩み単身、野座間製薬の役員会議に乗り込む。役員の前で令華に詰め寄ったことで正体が露見するも、彼女の機転により害虫駆除の新兵器としてノザマペストン駆除班メンバー扱いとなり彼らと合流し、共闘。
徐々に明かされる令華や仁のアマゾンに対する身勝手な思いに対し、強く反発。自らの意志で人間もアマゾンも関係なく、守りたいものを守るため行動する決意を固めていくが、そうした思想を仁から、「自分の都合で守りたい者を選別しているに過ぎない」と批難されている。
覚醒後も理性が残り自らの食人衝動に怯えるアマゾンや卑劣な殺人衝動で駆除班メンバーを苦しめた人間、いつかくる覚醒を前に食人衝動を抑えつつ人間との摩擦を避け静かに暮らしたいと考える穏健派のアマゾンたちとの出会い、仁や志藤らとの意見の相違を経て、「たとえ身勝手であっても自分の内なる声に従う」と決意。袂を分かち、自分の力で生きていく道を選んだ。トラロック作戦中自身を連れ戻しにきた美月にも別れを告げ、生き残ったマモルを探すため豪雨の中へと消えていった。
シーズン1最終話にて仲間の元を離れたマモルと合流。仲間に牙を向けた彼を非難せずに受け入れ、未覚醒のコミュニティーのアマゾンを抹殺すべく現れた仁との壮絶な闘いを経て、援護に駆けつけた駆除班へ合流することなく、トラロックから生き残ったコミュニティーのアマゾンを連れ行方を眩ませた。その後はアマゾン細胞について星埜始の助力を得て調査をする傍ら、食人を望まないアマゾンおよび仁と七羽の間に生まれた子供である千翼を守るために戦い、結果として自身も深手を負うも、仁の両目に大怪我を負わせている。
シーズン2では4C最大級のターゲットとして狙われており、4Cの戦闘員になった美月、過去に因縁のあるイユと千翼の前に姿を現す。美月に対しては「溶原性細胞によって生まれたアマゾンを狩ることに協力はするが、マモルたちの心情も理解して欲しい」と協力を約束する。千翼に対しては前述の経緯からイユに気をつけるよう警告する。溶原性細胞根絶のため志藤たち元駆除班と行動を共にし、元駆除班のスポンサーからネオアマゾンズドライバーを受け取り、ニューオメガへと変身。美月と共にオリジナルの片割れであるクラゲアマゾンを追う。
クラゲアマゾンの正体が七羽であったことは以前から気付いてはいたが、人ではなくなったアマゾンは殺し、たとえアマゾンではあっても人として生きようとするアマゾンは守るという意思を持っていたため、人でなくなった始を殺し、シグマタイプとして蘇ったイユを早く眠らせてあげようという考えを持っていた。だが、あくまでも自分は人ではなくアマゾンであるという自覚を持って、その上で自分なりの倫理観に従って行動している。
そして、溶原性細胞のオリジナルを持つ千翼を殺そうと4Cの戦闘部隊と共闘し、一度は逃げられるも、ふれあい動物パークにて目的が合致した仁と共闘して、千翼と戦う。戦いの後、現れた美月に、以前彼女と約束していた圧裂弾によって自身を殺させようとするが、美月の思いを受け、生き延びる。
好戦的で本能のままに実験体を『駆除』していくシーズン1に対し、変身時の発声に落ち着きが見えたり戦闘方法にも大きな変化が見られるなど、5年の時を経たシーズン2では人間的な成長もうかがえる。
劇場版では引き続き主人公として登場。シーズン2からの2年間、4Cから追われ、美月と共に湖に落ちて切子聖園のムクたちに拾われる。当初は妙に居心地の良いそこに惹かれたが、アマゾン襲撃を契機に、園の真実を知ることとなる。
- 脚本の小林が養殖という分かりやすい特徴をつけるため、引きこもりとなったが、監督の石田はニートという解釈になったという。当初は、養殖という設定から線の細い少年のような人物を想定していたが、悠役の藤田と出会ったことで、「アマゾンであることから養殖ではなく飼いならされた野生動物のイメージがあるのではないか」という考えに変わり、芝居で養殖部分を表現する一方で、藤田が本来持つ野性味を少しずつ表に出していくものに変わった。シーズン2での役作りのイメージとして、藤田はシーズン1での仁を参考としている。

鷹山 仁（） / 仮面ライダーアマゾンアルファ
シーズン1のもう1人の主人公。38歳の壮年男性。元野座間製薬特殊研究開発本部の細胞生物学者で、現在はヒモ。野座間在籍当時からアマゾン細胞研究に深く携わっていたが、早期からその危険性を理解しており、実用化には強く反対していた。爆発事故で4000体もの実験体の流出を許す事態となってしまったことに責任を痛感し、逃亡した実験体および自分を含めた全てのアマゾンを葬り去るため、自らの身体にアマゾン細胞を移植し自らの意思で後天的にアマゾンとなった。
裏表なく豪放磊落な野性味にあふれる性格。ただし七羽を前にすると途端に性格が変わり、彼女に甘えるようになる。アマゾン細胞移植以前より、自ら殺した生き物しか食べないという信条を持つ。ただし監禁下で出された食事は食べるなど食べないと生きていけない状況では例外。普段はバラックで飲んだくれながら屋上で菜園や鶏の世話をして暮らしており、パートナーである七羽との関係は良好。
アマゾンズドライバーを用い、自らの意思でアマゾンアルファへと変身できる。そのため、アマゾンズドライバーによって体内のアマゾン細胞を抑制していることから、アマゾンズレジスターを着けていない。アマゾンでありながら食人衝動に駆られることなく人間としての理性を保っているという稀有な存在である。一方、実験体特有の感知能力においては劣るため、実験体出現情報を集めるために七羽に頼んで野座間製薬の通信を傍受してもらっていた。野生ゆえの洗練された戦闘技術を持ち、高ランクのアマゾンを一方的にあしらえる実力者。
「人であればたとえ犯罪者であっても守り、アマゾンであればたとえ人類の味方であっても狩る」という単純ながらも絶対的にアマゾンと人を切り離している。しかし、アマゾンたちのことは一方的に嫌悪しているわけではなく、生み出した者として自分なりに愛情すら抱いているが、彼らの誕生に関与しているという自責の念から、前述の確固たる信念も人間社会には決して順応できないアマゾンたちへの彼なりの責任の取り方である。しかし、この信念に悠は大きく反発している。全てのアマゾンを滅ぼすトラロック作戦にも喜んで賛同し、アマゾンのデータのリークを仄めかすなど令華を脅してまで作戦の実行を迫った。シーズン1Episode12にて死を覚悟してか最愛のパートナーである七羽に「温泉に一人旅したら」と自ら別れを告げ、研究所を襲う大量のアマゾン、自身を蝕むトラロック作戦の中で戦闘。この時、科学者として自身が生み出したアマゾンたちへの愛情を吐露し、狂乱。Last Episodeでは駆除用ガスのダメージが顔に火傷痕のように残りながらも、殺生したアマゾンのコアを食し、凄まじいまでの執念から未覚醒のアマゾンにも襲い掛かり、未覚醒のアマゾンを守ろうと明確にスタンスの違いを表明した悠と壮絶な闘いを繰り広げるも決着はつかず、その後重傷で倒れたところで意図を察して戻って来た七羽に介抱された。
シーズン2ではEpisode7終盤から登場。引き続きアマゾン狩りや悠との衝突が語られたが、目が白濁し変身前後を問わず視力が著しく低下するに至っている。そのため戦闘スタイルも自身へのダメージをも厭わない力任せで荒々しいものに変化している。千翼が実子だということは認識しているが、例外扱いせずに狩ることを宣言しているなど、シーズン1における行動原理と変わらぬ信念で千翼やイユの前に憤然と立ちふさがる。
5年前のトラロック作戦の際に浴びたガスの後遺症とアマゾン狩りによる肉体の酷使によって理性が崩壊し、ただ闇雲にアマゾンを狩っていたが、七羽の懸命な介護により完治した。しかし、理性を失っていた時期に七羽と肉体関係を持ち、理性を取り戻したころには、七羽を妊娠させてしまっていた。その子供（千翼）がアマゾンかどうかを確かめるため、大学時代の恩師の星埜始に相談・研究を持ちかけた。その結果、千翼はアマゾンの遺伝子を持つことが判明したため、自分の息子が他人を殺す前に自分で殺す決意を固める。だが、それを察知した七羽は千翼を守るために行方をくらませ、七羽と千翼を守ろうとする悠との激闘の末に両眼を斬られた。
長らく周囲の匂いや音を頼りに放浪していたが、遂に千翼と邂逅。前述通り狩りの対象として襲撃するが、盲目という弱点を突かれて逃亡を許す。
その後、七羽と千翼が隠れ家にしていたふれあいパークの建物へと入り、七色の六枚の羽根を持つ人物の絵画を発見したことで七羽の「千翼が人でなくなったら狩ってほしい」という真意を把握した上で千翼と再会。
同上の真意を千翼にも「母の言葉」として告げ、アマゾンアルファに変身して千翼を幾度も追い詰め、イユとの共闘で殺害寸前まで追い込んだが、そのイユに奇襲されて重傷を負い取り逃がす。その後、クラゲアマゾンこと七羽に傷を癒やされた際に七羽がアマゾン化したことを悠から聞かされると、彼女を追いかけ、二人きりで対峙する。そこに現れたマモルの妨害や旧駆除班の援護を受けつつ、彼女を追い詰めていき、最後は旧駆除班の放った圧裂弾の攻撃に巻き込まれそうになるが、七羽が庇ったことで難を逃れる。そして、七羽との約束を果たすため、悠とともに千翼と戦う。
劇場版では当初、消息不明となっていたが、悠たちととある場所で再会する。
- 脚本の小林が野生という分かりやすい特徴をつけるため、ヒモとなった。劇場版での上半身裸は、原典のアマゾンのオマージュではなく、女性ファンに向けてのサービスであるという。

前原 淳（） / 仮面ライダーアマゾンシグマ
20歳。精悍な顔つきの青年。三崎からのニックネームは年齢のわりに落ち着いているということから「おっちゃん」。頭脳明晰でチェスが趣味。
参加理由は不明だが、駆除班の一員として、明晰な頭脳を生かした戦略立案やハッキングで貢献していたが、兄のように慕いながらも覚醒した大滝＝トンボアマゾンとの戦いで殉職している。
その後、死体は橘率いる国際営業戦略本部の手に渡り、ヒトの死体にアマゾン細胞を移植した最新型のアマゾン細胞移植実験体第4のアマゾンとされアマゾンシグマとして蘇った。イヤーカフを左耳に付け、生前の記憶や思考パターンは有しているものの人間的な感情が失われており、国際営業戦略本部の生物兵器として黙々と任務を遂行、圧倒的な戦闘力で仮面ライダーや駆除班を襲撃する。最後は結託したアマゾンオメガ、アルファ、駆除班の共同戦法の前に体が限界を迎え逃走を図るが、背後からモグラアマゾンに体を貫かれ、二度目の死を遂げた。その死に顔は安らかであり、元チームメンバーからは手向けとしてチームの証である5円玉が贈られた。

#### シーズン2の変身者
千翼（）/ 仮面ライダーアマゾンネオ
シーズン2の主人公。幼少期に4Cに保護されており、その時の現場の状況からアマゾンに育てられたと目され、アマゾン細胞の影響で急成長した少年。
外見年齢は18歳ほどだがアマゾン細胞の力によって成長が驚異的に早く、実年齢と比較すると通常の人間よりも大きく差がある。
生まれつき食人衝動に駆られており、自身の暴走を防ぐために他人から触れられることを嫌う他、食事という行為そのものも嫌悪し水と飲料状の栄養補助食品しか口にしない。幼少期に何者かに母親を食い殺されているような記憶を持つが、母親を捕食したのは自分ではないかという疑いを捨てきれずにいる。
普段は物静かだが、他者に自身を他のアマゾンと同等に扱われると猛反発し、敵のアマゾンとの戦闘でも凄まじ過ぎる勢いで攻撃を仕掛けるほどの凶暴性を内に秘めている。
対アマゾン用の戦士として4Cに保護・育成されるが、橘によってモルモットのように扱われたため、4Cを脱走。その後は自分を迎え入れた不良集団「TEAM X」に所属し、アマゾン狩り動画配信をコンテンツとしてアフィリエイト収入を得る活動に助力する代わりに住処を提供されていたが、戦いの中でイユに出会い、彼女を人間として扱うことを条件に4Cに復帰し、彼女が所属する黒崎隊に入隊する。
後に野乃森耳鼻科に潜んでいたアマゾンを駆除する際、襲われた患者の腕から滴る血を間近で見たために食人衝動に苛まれ、それに反応したイユの攻撃を受けて重傷を負う。さらにその事件以降、食人衝動が抑えられなくなる傾向に向かいつつあるが、あくまでも自分は人間という意識から、より強力な抑制剤を内蔵したネオアマゾンズレジスターの支給も拒んでいる。
後に発見された溶原性細胞の「オリジナル」と呼ばれるアマゾンの死骸と遺伝子が一致することが判明しているほか、イユを安楽死させようとするオメガを制止しようした際には溶原性細胞に感染した人間に見られる黒い組織状の腫瘍を発生させながら未変身にもかかわらず拳打の一撃でオメガの動きを止めるなど、橘から「かなり特殊なアマゾン」と形容される性質を露わにしていく。回復能力も非常に高く、常人なら死亡するほどの怪我からもすぐ治癒できる。
その正体は、仁と七羽の間に生まれた実子であり、出生から人間とアマゾンの遺伝子を併せ持つ存在。本人は七羽は勿論、父親である仁についても認知しており「父さん」と呼ぶが、4Cには自身の出自を長らく黙秘していた。当の仁からはあくまでもアマゾンとして駆除対象として認識されている。当初は母である七羽と暮らし、幸せな時間を送っていたが、ある日突如として覚醒した食人衝動を抑えられず、母に優しく抱かれた思い出のある彼女の腕に食らいつき、襲ってしまうも、その場を4Cに保護された経緯を持つ。
オリジナルと遺伝子が一致すること、ならびに仁の実子であることを知った橘から、自身が何よりも否定したかった「母親（七羽）を喰らった」ということを断じられ、危険かつ重要な存在として人工的な脳死状態にするため、凍結処分を下される。イユの身を案じて一旦は大人しく従う姿勢を見せたが処置完了直前に見たイユを欲しいと思ったことで感情を暴走させ、6本の腕と全身から無数の紫色の細い触手を持つ異形のアマゾン態へと変身。凍結処分用のケージを破壊し、暴走するままに同室に居合わせた4Cのメンバーや機動隊員を殺傷するも、黒崎の放った手榴弾の爆撃によって触手がイユを傷つけたことで、彼女から血液が滴り落ちる音を聞いて沈静化。意識を取り戻した後に自身が引き起こした事態に激しく取り乱し、4C本部から脱走する。
前述の出来事が重なり、4Cや仁を始めとして、長瀬を除くあらゆる存在から拒絶され、狙われる立場になってしまうが、それでも生きたいと願い追跡を振り切って旧駆除班がアジトとしていたクラブへと駆け込み食糧を探すが、追跡して来ていた仁により再捕捉され互いに変身して戦闘。打ちのめされトドメを刺される寸前でショットガンを装備した長瀬の介入により難を逃れる。その後、イユと仁に再度捕捉されて命の危機に陥るが、イユが翻意して千翼と共に逃げる意思を示したことで救われた。
イユの廃棄システムが作動すると、システムを止めるために4C本部へと向かうが、彼らを駆除しようとする戦闘部隊と悠の攻撃を受け、劣勢に立たされる。しかしヒロキの乱入により、逃走することに成功する。そして、イユが楽しいと思ったふれあい動物パークへと向かい、二人だけの時間を過ごしていたが、廃棄プロセスが完了したことでイユが死亡してしまう。直後、自身を殺すために現れた悠と仁と戦う。戦いの後、七羽が隠れ家にしていた廃墟には千翼のものと思われるネオアマゾンズレジスターが置かれていた。
- 原典のアマゾン（山本大介）が、野生児でありながら紳士的であったため、「もしも現代の日本社会に野生動物が解き放たれたら？」という案の元、原典のアマゾン同様、野生動物であることを否定しているが、うじうじしているように見えるなど野生の感覚を多々入れている。

### 仮面ライダーの関係者

#### シーズン1の関係者
水澤 美月（）
17歳。三崎からのニックネームは「（美月）お嬢さん」。令華の実娘で、悠の義妹。厳格な母とは距離を置いており、学校では不良女子グループにいじめに遭い孤立していることから、悠に気を許せる心の拠り所とし精神的に依存している。
悠が家を出たことにショックを受け、彼の足取りを追うさなか蝶アマゾン2に襲われたところ、変身した悠に助けられ彼の変貌を悟る。その後は七羽や三崎と交流しつつ、悠を連れ戻す道を探し独自に行動を始める。
シーズン1終盤にて偶然からアマゾン細胞を抑制する金のアマゾンズレジスターを入手し悠に渡そうとするも、「人間」ではなく「アマゾン」としての生き方を受け入れた悠に拒否されてしまう。
シーズン2では、悠の「戦う選択肢はアリ」という言葉を受け、彼と決別した。その後は4Cに入隊後はアマゾン駆除部隊の青山隊に配属し、アマゾンを狩っており、アマゾンに対して有効な手段である圧裂弾を扱えるほどの実力を持つ。
青山隊がAroma Ozone営業所を襲撃した際にウニアマゾンの襲撃により壊滅したため黒崎隊に配属され、福田の代わりに圧裂弾の担当となる。悠に肩入れしていることから橘や黒崎らから非難されるも、悠から情報を引き出す役として一応容認されている。
劇場版では黒崎隊として悠を追っていたが、隊を見限り、悠を身を挺して庇い、彼とともにムクたちに拾われる。

泉 七羽（） / クラゲアマゾン
仁の最愛のパートナー。25歳。徹底的に透徹した精神を持つ現実主義者。過去、仁に救われた経緯がある。仁の野性的な生き方に共感し食事や住居を彼に提供して一緒に暮らしているが、悠のような優しい生き方も悪くないと感じている。理由は明かされていないがサバイバルや潜入工作など特殊技能を多く備えており、アマゾン狩りしかしない仁を養う立場にあるため、仁は七羽の言うことには逆らえない。
仁の出陣時には必ずお守り代わりに送り出しのキスをするほどに良好だが、機嫌が悪くなると容赦なく罵る。その一方で情報収集のために通信傍受機を駆除班のバンに取り付けたり、ピックアップトラックでピンチに陥った仁を救出したり、仁が駆除班に捕らえられた際には研究員を装って救出するなど、八面六臂な行動も見せる。
悠にドライバーを与えた、ある意味では悠に自由を与えた人物であるが、そうした経緯もあり彼を連れ戻そうとする美月には「一度檻から出た獣は二度と戻れない」と強く諌めている。
シーズン1終盤にて仁から別れを告げられるも、それが死の覚悟からだということは全て気付いていたらしく、悠との決戦で重傷を負った仁と合流する。
シーズン2ではトラロックで生き残ったアマゾン狩りのためあちこち移動する仁を、持ち前のサバイバル技術でサポートしつつ、トラロックの後遺症が全快するまで介抱したが、そんな中で理性を失っていた仁と肉体関係を持ったことで千翼を妊娠し、始に預けられた。千翼を産んだ後は仁から彼を守るため失踪し、彼を育てる中で成長の早さに驚き、彼から生えたばかりの歯で指を傷つけられるなど彼がアマゾンであることを理解しつつも、惜しみない愛情で彼を育て続けた。やがて千翼の食人衝動が覚醒し、彼が4Cに保護されて以降は長らく消息不明となった。しかし、溶原性細胞と同じ遺伝子を持つオリジナルであるクラゲアマゾンへと変異しており、マモルたち実験体の生き残りと行動を共にしていた。
そして、自身を狩ろうとする悠と美月の前に現れて彼らを襲うが、美月の呼びかけに反応して攻撃をやめる。その後、イユの攻撃で重傷を負った仁の傷を癒やし、彼と二人きりで対峙するが、自身を狩るために駆けつけた旧駆除班の放った圧裂弾から仁を庇うため自らが犠牲となり、死亡する。戦いが終わった後には、自身が隠れ家としていたふれあい動物パークの廃墟に千翼とイユのものと思われるネオアマゾンズレジスターとともに彼女のストールが置かれていた。
劇場版では度々仁の前に幻影として現れ、彼を心配する素振りを見せる。
- 役のモデルは監督の石田の妻であるという。シーズン1のトラロック同様、シーズン2の大きなイベントとしてクラゲアマゾンの正体であると設定された。

#### シーズン2の関係者
イユ / カラスアマゾン
父親の誕生日の日に、アマゾンとなった父親に一家ごと殺され、非公式にシグマタイプのアマゾンとして蘇った少女。16歳。父親に殺された際に左目を抉られたため、現在は義眼となっている。黒崎隊とともにトラロックで生き残ったアマゾンを狩っている。淳とは違い、タンパク質を摂取する必要があり、感情を持たないため、相手の言った言葉や行動を反射的に繰り返す。
死体ゆえに感情を持たないが、父親の好きだった歌「やがて星がふる」を口ずさむ時だけが唯一、生前の人間性がうかがい知れる。高校2年生の時、クラスメートだったヒロキから生前は料理が好きで、ケーキ作りなどをクラスの友達と共にしていたことが明らかとなる。それを知った千翼が買ってきたケーキが自身の顔に当たったことで初めて「楽しい」と自分の感情を表わした言葉を口にした。
悠とは生前にも面識があり、始を目の前で殺された直後に死亡している。Episode3で対面した際には悠から花束を渡された。
Episode7では、偶然出会ったヒロキと自身が楽しいと思った自身が住んでいたマンションや閉園となっていたふれあい動物パークに向かうが、ヒロキからの質問で自身が既に亡くなっていることには無自覚であることが明らかとなった。自身と同じ境遇に遭ったヒロキに手を組むことを持ちかけられ了承する。
ゾウアマゾンとの戦闘で食人衝動が芽生えた千翼を攻撃したが、黒崎からの指導で「駆除しちゃいけないやつ」と認識し共闘するようになった。しかし、千翼が暴走したことで黒崎から新たに指令を出され、改めて「駆除対象」として認識する。4Cから逃走した千翼を狩ろうとするが、ヒロキの妨害に遭い逃げられてしまう。そして、三度千翼を狩ろうと現れるが、そこに仁が現れ、自身の代わりに千翼を狩ろうとするが、千翼の「お前の痛みになれたら」という言葉を思い出し、千翼を殺そうとする仁を止めた。そして、苦しむ千翼に「千翼、痛い？」と彼を心配する言葉を投げかけ、共に逃げる道を選ぶ。だが、橘の命令で札森が廃棄システムを作動させたことと、千翼の「両親と姉がいたころのようにきっと戻る」という言葉が切っ掛けで自分が殺された記憶を思い出して暴走、4Cの戦闘部隊とその場に現れたアマゾンの両方を敵味方関係無く殺傷する。そして、千翼とともに4Cの本部へと向かい、廃棄システムを停止しようとする千翼の奮闘も虚しく、逃亡することとなり、自身が楽しいと思った場所であるふれあい動物パークにてその生涯を終える。

星埜 始（） / ハゲタカアマゾン
イユの父親。細胞生物学を専門とする啓践大学の理工学部生命科学科教授であり、仁の大学時代の師でもあったが、自身の誕生日の日にハゲタカアマゾンと化し、一家を惨殺する。その直後、生前に面識があった悠によって殺された。
アマゾン化前は家族を愛する穏やかな人物だった。5年前、七羽が妊娠したことをきっかけに元教え子の仁の訪問を受ける。悠とも協力し七羽と千翼の身柄を保護するほか、仁と千翼から細胞の組織片を提供されて研究・解析を行う。その結果、千翼がアマゾンの遺伝子を受け継いでいること、彼らの細胞が通常のアマゾン細胞と違い、徐々に変異していることに気付く。しかし、子持ちの身として我が子を殺そうとする仁の行為は受け入れられず、七羽と千翼を逃がすが、自身の子であってもアマゾンは殺すべきと主張する仁と言い争いになり仲違いする。その際に仁に突き飛ばされた際に割れた試験管で指を切り、その傷口から千翼のアマゾン細胞が体内へ侵入したことが自身のアマゾン化の原因となる。
溶原性細胞のオリジナルを保有していた七羽と千翼を助けたことを悠に問い詰められたときは「きっと後悔はする。でも人でいたいと思う」という考えを持っていた。
『蛍火』では悠から薬剤の複製を依頼されていたことが明かされた。1、2年で複製に成功するだろうが根本的な解決には至らないだろうと独白する。

### 駆除班
- 当初の想定では、ドライなチームだったが、現場で仲良しチームという設定に変更された。しかしキャラ設定を考えていく上で明るい部分だけでは説得力がないため、何かしらの闇を背負っていたり人には言えない暗い部分を持たせることで深みを出している[17][14]。

志藤 真（）
駆除班のリーダーの男性。41歳。三崎からのニックネームは「マコさん」。元警視庁特殊部隊員で、別れた妻との間に生まれた息子の治療費を稼ぐため駆除班に入る。福田は警視庁特殊部隊時代からの部下。ビールと柿の種が好物。
無愛想で口も悪いが、メンバーをファーストネームで呼ぶなど仲間想いで面倒見のいい性格。アマゾンという存在に疑問を抱きつつも、報酬のため駆除は仕事として割り切り、豊富な実戦経験と冷徹な意思決定に基づいたリーダーシップで部隊をまとめ上げる。
トラロックの成功で駆除班が解散した後はマモルの失踪もあり酒に明け暮れる日々を送り、加納に対して息子の手術代は賄えたがその後については一切教えられていないと零す。悠とマモルらしきアマゾンが確認されたことを聞き駆除班を再結成させる。
シーズン2ではバーのオーナーとなっており、TEAM Xのメンバーと千翼を住まわせている。また、アマゾンの動向は今も気にしており、タクがアマゾン化した後は三崎と望を呼び寄せ、彼らとヒロキを加えて再びアマゾン狩りを始める。正体は明らかにされていないが、武器の調達などを援助する人物がいる模様。Episode10で支援者は天条および令華であることが明らかになった。
Episode9ではマモルの潜伏しているアジトへと向かうが、突如としてクラゲアマゾンに遭遇する。触手によって腹部を貫かれ、さらには圧裂弾による追撃を受けたことで重傷を負い、令華がいる天条の屋敷へと搬送される。治療を受けた後は屋敷を出ていったマモルと対峙し、自分たち旧駆除班が5年前にマモルを引き留めなかったことを悔やんでいることを打ち明け、今度は彼の傍にいることを伝える。その後、逃げ出したマモルを追って、仁がクラゲアマゾンと戦う場へと遭遇、仁の援護を行う。
悠と仁を除く実験体を全て駆除した後は任を解かれたが、令華の命で招集され、悠を4Cから守るため、彼をバックアップする。

マモル / モグラアマゾン
「M」の識別コードで野座間製薬に管理されるアマゾン。三崎からのニックネームは「マモちゃん」。メンバーのことは苗字に「くん」を付けて呼び、歳上であっても子供のように対等に接する。叫びながら制服の上着を破くことで、モグラアマゾンとしての本性を現す。見た目は17歳の少年であるが精神年齢が極端に幼く、チームと大好物のハンバーガーのために駆除班で戦う。アマゾンではあるが、その純粋な性格からメンバーに受け入れられ、マスコット的役割として三崎には特に可愛がられている。
戦闘時にはアマゾンとしての強靭さから、望や悠と共に最前線で戦う。大滝や前原の殉職、そして同じアマゾンである悠との交流を通して、戦士として成長を遂げていく。その出自からアマゾンと人間の間で揺れ動く悠と駆除班との緩衝材の役割も果たしていた。さらに「駆除班は金で動く」ということを知って自ら貯めた5円玉をチーム全員にネックレスとして贈ることで志藤たちとの絶縁を阻止し、アマゾンシグマ討伐の一助を担うこともあった。しかしカニアマゾンのレストラン強襲作戦にて、戦闘中にエネルギー補給のため人肉ハンバーグをそれとは知らずに口にしたことにより、人肉の味を知り食人衝動を覚えてしまう。同時に大好物だったハンバーガーにも興味を示さなくなり、腕輪の薬剤供給は続いたまま空腹に耐えかねてシーズン1Episode12で「ちょっとだけ」と言いつつ三崎に襲いかかり、その左腕を食した。途中で5円玉でできたネックレスを見て正気を取り戻し、自身の行いに恐怖し逃走する。悠と共に逃げることを選びトラロックを生き残った1,000体のアマゾン体のうちの1体となり、再結成された駆除班の誘いを断り、生き延びたコミュニティーのアマゾンたちと歩く道を選ぶ。
シーズン2では、悠を除いたトラロックで生き残ったアマゾンたちと共に、Aroma Ozoneの水源を調査しに来た駆除班の前に現れ、溶原性細胞によりアマゾンとなった者を仲間として迎え、今度はアマゾンが人間を狩ろうとしていることを明かした。また、自身は三崎の腕を食したことがトラウマとなり、食人ができなくなっている。
5年前と比べて、口調や立ち振舞いに嘗ての無邪気さと純粋さが感じられなくなり、モグラアマゾンへの変身時に叫ぶことも制服を破くこともなくなったなど、若干大人びた雰囲気を放つようになった。しかし悠との関係は、以前のような単純な仲間意識ではなく「（人間が襲ってきた時に）守りはしてくれるが、戦ってはくれない」と不満を持っており、嘗て仲間のアマゾンたちを狩る仁を殺せるはずの状況下であったにもかかわらず「仁が（理性を失って）壊れていたため狩ることが出来なかった」という悠を、そのせいで仲間が死んだと強く批難し、彼への信用を無くす。
クラゲアマゾンを狩るために現れた旧駆除班のメンバーと戦った際に圧裂弾による重傷を負い、令華がいる天条の屋敷へと搬送されたのちに拘束されるが、仲間のアマゾンたちが圧裂弾により死亡したことを知ると、自ら拘束を解き、クラゲアマゾンを追うために屋敷を出て行った。そして、自らの行為が原因で福田の母親がアマゾン化したことを知ると、自分を殺させようとするが、福田や旧駆除班のメンバーの思いを知る。その後、クラゲアマゾンを駆除しようとする仁の前に現れ、彼と戦うも退けられる。そこに駆け付けた旧駆除班がクラゲアマゾンに向けて放った圧裂弾からクラゲアマゾンを庇って被弾し、自らが駆除され、死亡する。その場には自身が旧駆除班に渡した5円玉のペンダントが残された。マモルの死をもって、アマゾン細胞のみで構成された実験体は全て駆除された。

高井 望（）
駆除班の紅一点。22歳。三崎からのニックネームは「のんちゃん」。ぶっきらぼうで男勝りな性格で、志藤並みに毒舌で口が悪くぶっきらぼうな物言いで女性らしさも皆無に等しいが、駆除班で稼いだ金を寄付することで生まれ育った養護施設に貢献したいと願うなど優しい心の持ち主。ただしその生い立ちからか、笑顔を作ることは苦手らしいが、養護施設に住む子供たちには自然な笑顔を見せている。活動時にはストールを巻く。
亡き父の影響で空手の達人であり、全般的に高い身体能力を持ち、ナイフと電磁レガースによって生身のまま接近戦を行うなど武芸に優れているため、突撃隊長のような役割を任されている。

三崎 一也（）
35歳。口髭をたくわえた飄々とした男性。元詐欺師で、多額の借金により怖い組織から追われる身となったことから駆除班に入る。事務所の冷蔵庫に日本酒を詰め込んでいる。望曰く、口はうまいが話が長い。仲間に対してはそれぞれ志藤とも異なる独自のニックネームをつけるなど人当たりはよく、一般人への物腰も柔らかいが、チーム内ではあまり重要視されているとは言い難く、そのことに愚痴をこぼす場面もしばしばある。社交性を生かして、アマゾン駆除作戦の際は野次馬対応を担当することも多い。アマゾンであるマモルを「実験体とは違う存在」として明確に区別し特に可愛がっていたが、シーズン1Episode12にて食人衝動に駆られたモグラアマゾンに捕食され、左腕を失った。それでもなおチームメンバーであるマモルを信じ、福田が射殺しようとした際は制止しており、シーズン1 Last Episodeで海岸にてマモルと再会した時は、左腕を叩いて自分は大丈夫だと示し、戻ってくるよう、促した。以後、喰われた左腕には義手を装着する。戦闘時の主な武器はショットガン。シーズン2ではサブマシンガンを使用。
トラロック成功に伴う報酬と左腕を失ったことで得た障害手当でも、借金返済には半分以上残り完済には届かないことがシーズン1 Last Episodeにて判明している。
- 演じる勝也は後のインタビューで、三崎について「常にマモルのことを考えながら、老人たちを騙すなどして5年間を生きていたのではないか」と推測している。

福田 耕太（）
35歳の男性。周囲からは「フク（さん）」の愛称で呼ばれる。駆除班ではサブリーダー的存在で、バンの運転や狙撃など、主に後方支援を担当。動物や機械を愛し、寡黙で愛読の文庫本を駆除現場にまで持参し、待機時にも1人で読み耽るほどの読書家だが、多数のアマゾンを前に囮を引き受けたり仲間のために涙を流すなど、内には仲間思いの熱い性格を秘める。そうした性格からチーム内の若いメンバーを諌めることも多々ある。また、好物であったハンバーガーに興味を示さなくなったマモルの異変に気が付くなど、洞察力も鋭い。元警視庁特殊部隊出身で、その当時から志藤の部下であった。早くして父が他界し、母が若くして認知症を患い介護施設に入ったために介護費用を必要として駆除班に参加する。戦闘時の主な武器は特殊部隊から使用しているライフルで、シーズン2でも引き続き使用している。
シーズン2では、駆除班の解散後、引き続き母親の介護費用を捻出するために4Cの駆除部隊の黒崎隊に所属し、狙撃担当としてアマゾンを狩るが、悠やマモルのようにかつての仲間であるアマゾンを倒すことに躊躇いを否めず、それを橘や黒崎に見抜かれたことで美月とともに隊との別行動を命じられ、その中で旧駆除班や悠ら野座間製薬側と再び共闘することとなる。
そして彼らと共にオリジナルであるクラゲアマゾンと遭遇、交戦する。その後、駆除班と袂を分かってまで救いたいと思っていた母がAroma Ozoneを飲んで溶原性細胞に感染し、病院から失踪した後、アマゾン化して彼の前に現れるという事態に直面する。母親を駆除すると、札森の前に現れ、圧裂弾を要求した。旧駆除班とともにクラゲアマゾンを追って屋敷を飛び出したマモルの前に姿を現した際には、自分たち旧駆除班の心情を吐露した。その後、クラゲアマゾンの攻撃を受けて満身創痍になりながらも、同様の状況となった旧駆除班のメンバーたちに支えられて圧裂弾を放つが、マモルによりクラゲアマゾンへの命中は阻止される。
劇場版時点では、黒崎隊を離れ、旧駆除班と再合流している。
- シーズン1第11話では撮影時に演じる田邉和也が右手首を骨折したため、劇中でも右腕を負傷し包帯を巻いて登場している。

大滝 竜介（） / トンボアマゾン
31歳の男性。三崎からのあだ名は「リュウさん」。駆除班では分析・戦術を担当。熱血な性格で仲間想い。班のメンバーからも信頼を寄せられる好漢だが正体はトンボアマゾンで、クモアマゾン（ランクB）の攻撃で重傷を負った際に投薬が切れ、志藤らに謝罪した後に耐え切れず正体を現した。駆除班にいた関係からアマゾンズレジスターの機能を知っていたため、逃走の際は自ら腕から引きちぎった。
人間態の時は人間として社会に溶け込みたいと願う心優しい性格であり「自分もマモルのようにやって行きたかった」と語っていたが、時間が経つにつれて人としての意識がアマゾンの本能に飲み込まれるようになって行く。自身の処分のために呼び寄せた筈の仲間を空腹に堪えきれず襲撃、弟分として可愛がっていた前原を食い殺しパワーアップを果たすが、乱入して来たアマゾンオメガによって駆除され、死亡した。

### 野座間製薬株式会社
水澤 令華（）
43歳の女性。特殊研究開発本部長に就いており、アマゾンプロジェクトでは最重要責任者でもある。また、ペストンサービス駆除班に直接指令を下している。
プライベートでは悠と美月の母であるが、その態度は職務時同様に厳しい。しかし悠に投薬を強制した後は自室で思い詰めた表情を浮かべるなど、要所で母としての思いやりがうかがえる。しかしながら自らの遺伝子をアマゾン細胞に取り入れて作った悠の出自から分かる通り、まともとは言い難い人物像を持つ。
野座間製薬の役員会議で自身の立場を脅かしかねない悠の正体が橘によって暴露された際は咄嗟に悠を「駆除班の補充要員」と紹介し難を逃れており、その後、人間とアマゾンの境目で揺れる悠に「あなたには人間であって欲しいと思っている。それは自分で決めなさい」と激励し、彼を戦いへと送り出した。
シーズン2までの5年の間に野座間製薬が4Cへの出資などの理由で経営難に陥り、事業の縮小や多額の賠償金で生活が困難になったため、家を売却したと美月の口から語られた。一方で野心はまだ失っておらず、天条と協力し元駆除班へのバックアップやオリジナル態の調査を行っている。クラゲアマゾンとの一連の戦いによって志藤、マモルが重傷を負った際には二人を保護した。そして、千翼が暴走したことで彼の計画をオリジナルのサンプル入手から駆除へと変更した。その後、4Cの戦闘部隊および悠と千翼が交戦している場へと現れ、悠の追跡に向かう美月を制止しようとするも、彼女に一蹴される。
自身の息子である悠以外のアマゾンは全滅してもいいという考えを持ち、マモルを除いた実験体が全滅した際には「事態は収束に向かっている」と語っている。
劇場版では悠への異常な執着心と愛情から志藤たちを再招集し、彼を生き残らせようとする。

橘 雄悟（）
43歳の男性。国際営業戦略本部長としてアマゾンプロジェクトに噛んでおり、最終的にはベルトによって制御したアマゾン細胞を生物兵器として輸出しようとしており、自社と自分の利益に寄与させたいと考えている。
常にやや気障で慇懃無礼な態度をとりながら、自らの野心を胸中に隠しつつ、プロジェクトリーダーである令華を失墜させて開発部門のイニシアチブを手中に収めようと日々画策している。
新型のアマゾン細胞を使用した生物兵器（＝シグマ）の完成を受け、手始めに天条を味方に付け、加納を調略することでアマゾンズドライバーのデータを入手。トラロックの妨害を開始するも駆除班とアマゾンアルファ、オメガの共闘でシグマは撃破され、加納は調略されていたフリをしていただけと判り失脚する。
シーズン2では新たに設立された4Cの局長を務める。
イユをシグマタイプのアマゾンとして蘇らせたのは、あくまでもビジネスとして合理的に商品化させたに過ぎず、アマゾン細胞に人間の遺伝子を組み込ませた野座間製薬とは違うと野座間製薬を批判した。千翼がオリジナルであること、また鷹山仁の息子であるのを秘密にしていたことを知った際には激昂し、千翼の凍結処分を命じる。それによって暴走した千翼を制止しようとするも、返り討ちにされ複雑骨折を負う。そして、イユを廃棄処分することを決める。戦いの後、未だ街に潜む新種のアマゾンを駆除するために、新たなシグマプロジェクトの開始を独白した。
劇場版では4Cたちに悠と仁の駆除を命じ、アマゾン牧場計画を推進するため、政治家の佐古島に協力を要請する。
『蛍火』では親交のある野座間と敵対する議員の力を借りて野座間を内部告発していたことが判明した。

加納 省吾（）
42歳の男性。ロボットのような挙動をみせ、何を考えているか全くわからない能面のような風貌だが、通常は令華に淡々と冷徹に職務を遂行し、付き従う優秀な秘書。駆除班の事務所やバイクの排気ガスなど、臭いがきつい場所ではハンカチで鼻を覆う神経質な一面がある。
シーズン2では野座間製薬から派遣され、新たに設立された4Cの局長となった橘の秘書を務めるが、ひそかに令華に情報を流している。
後に凍結処置寸前に暴走した千翼のアマゾン態によって下半身を引きちぎられる重傷を受ける。アマゾン態の姿をスマートフォンで撮影して令華に届け、上半身のみの姿となりつつも令華に電話でオリジナルが一体だけではない可能性を報告したのち、彼女へ退職の旨とこれまでの感謝を告げて息を引き取った。

天条 隆顕（）
野座間製薬の会長である男性。75歳。脚が不自由らしく普段は車椅子を使用しているが、社内会議ではテレビ電話における自身の映像のみで一癖も二癖もある幹部たちを一同にひれ伏させる威圧感を備えた老人。社会に放たれたアマゾンを駆除することが自社の躍進の要だと考え、現実を知ろうとしない幹部たちにあえて駆除班による記録映像を見せることで現状の把握を迫った。
国際営業戦略本部のアマゾンシグマを「他の生物を食さぬ生き物は最弱にして下劣」と批判し、特殊研究開発本部のトラロックは生き残るべきアマゾンを選別するために必要な行為として容認している。アマゾンを新たな生態系の一部として評価し、その真価に多大な期待を寄せるなど自分の欲求のみで行動しており、その心境の吐露を「一番おかしいのはアンタだ」と仁から批難を受ける。
シーズン2では衰弱が進み病床に臥せっている。ほとんど寝たきりになりながらも相変わらず生物としてのアマゾンの可能性に憑りつかれており、令華や元駆除班たちに裏から支援を行っている。最終話では令華とともに4Cや悠と千翼が交戦している場へと車に乗って現れ、持論を展開した。

沢口（）
野座間製薬特殊研究開発本部の研究員。令華の命を受け、トラロック作戦に従事する。

### 4C
- 本来、駆除班で描くはずだったドライでビジネスライクな戦闘集団という設定になった[17]。

黒崎 武（）
4Cの駆除部隊の一つである黒崎隊の隊長を務める。過去に米国で特殊部隊に所属していた経歴を持つ。主な使用武器はアサルトライフル。極めてクールかつドライな性格で、忠実に命令を遂行することのみを旨としており、生死を賭けたアマゾン駆除をしているため、いつも気だるそうでやさぐれた言動が目立っている。偏頭痛持ちであるのか、よく頭痛薬を服薬している。かつて悠とマモルの仲間だった福田に、アマゾンの仲間だったという理由で不信感を持っている。休日はスイーツバイキングに興じるなど、甘いものが好き。
千翼のことは煙たく思いながらもある程度共闘していたが、あくまでもアマゾンであるとして常に警戒していた様子。千翼が暴走した後は彼を完全に駆除すべく、イユや隊員らを率いて千翼を追う。イユの廃棄システム作動後は、システムを止めようと4C本部に現れた千翼とイユを待ち構えて迎撃するも、己の身を顧みずにイユを守ろうとする千翼の姿に隊員が攻撃の手を止め、さらにヒロキの妨害にあったことで二人を取り逃がす。その後、千翼とイユの二人の行動を見て、生きたいと思うことと死にたくないと思うことは違うことであることを悟っていた。

札森 一郎（）
政府から派遣された、黒崎隊付きの文官。戦闘能力は皆無で、常にできるだけ前線に出ることを望んでいないため、ネットウォッチングを自分の仕事として黒崎隊に所属し、インターネットの情報からアマゾンの居場所を探すなどの任務にあたる。呑気かつマイペースで、話し相手の神経を逆撫でするような言い回しも少なくない。休日はメンズエステに通っている。
Episode9では暴走した千翼によって機動隊員たちが殺傷された際にマシンガンの暴発を浴び負傷する。その後、4Cの局長代理を黒崎に押し付けられ渋々ながら了承するが、橘が復帰したことで元の職に戻る。

赤松 竜二（）
4Cきってのエリート部隊である赤松隊の隊長を務める。黒崎隊と共に逃走した千翼の追跡任務に当たるが、隊員の放った圧裂弾の攻撃に巻き込まれ、死亡する。

### TEAM X
千翼が所属している若者たちの不良集団。読みは「チームキス」。フォロワー数は500万を超え、アマゾンを狩る様子を収めた動画をネット上にアップしては、多額のアフィリエイト収入を得ている。アマゾンである千翼の能力によって、4Cよりもアマゾンを発見しやすいため、黒崎隊は彼らの動向を追うことでアマゾンのいる現場を特定していた。
シーズン2のEpisode2以降、4Cによって携帯やバイクなどを破壊され、千翼の離脱とタクがアマゾン化して駆除されたことと、そのタクに襲われて片足を失ったケンタの入院、五体満足で生き残ったヒロキが駆除班入りを志願したことで事実上の解散となったが、Episode7で同じ境遇にあったヒロキからチームを組むことを提案されたイユが了解したことで再結成された。ただし、チームとしての活動開始前に4Cによりイユが確保されたため具体的な活動実績はない。
- TEAM Xがアマゾン狩りを行なう動画を見た者たちが、無責任に4Cに対して「税金の無駄遣い」などというネット上の正義を描くために登場させた[17]。

長瀬 裕樹（）
不良集団TEAM Xのリーダー。17歳の高校生で、イユとは元同級生。ニックネームはヒロキ。三崎からのあだ名は「ボクちゃん」。合点がいかないことに直面すると激しく憤慨する猛々しい気質の持ち主。両親との不和から家を飛び出し、高校にも行かずアマゾン狩りをネット配信したアフィリエイト収入で生活していた。しかしチームはタクのアマゾン化により消滅し、何もわからぬまま犠牲になったタクとケンタの仇を討つため、アマゾンへの復讐を誓う。
当初千翼に対しては気に留めながらも辛く当たっていたが内心は同じく親にないがしろにされた存在として仲間意識を抱いてた。千翼とイユの境遇に胸を痛めながらも二人を救う為に奔走する。戦いの後、高校へと通うようになった。

山下 琢己（） / ヒヒアマゾン
不良集団TEAM Xのメンバー。16歳。ニックネームはタク。Aroma Ozoneを飲んだことで溶原性細胞に感染し、ヒヒアマゾンと化す。ケンタに襲い掛かるが、駆けつけた志藤によって駆除される。

北村 健太（）
不良集団TEAM Xのメンバー。17歳。ニックネームはケンタ。母親の再婚相手と反りが合わず、ヒロキ曰く、長らく連絡を取っていなかったとのことで、タクが変化したヒヒアマゾンに襲われ、右足を失う。

## 仮面ライダー
本作品に登場するアマゾンのうち、変身ベルトのドライバーを使って変身する者たち。通常のアマゾンと違い、完全に理性は保たれている。そのため、アマゾンの本来持つ高い身体能力に加えて格闘技術や武器をも使いこなし、各種必殺技の発動もドライバーを介して行なえる。変身時には通常のアマゾン以上の高熱と衝撃波を発する。
アルファとオメガは通常のアマゾン以上にエネルギー消費が大きく、変身者は頻繁に食事をして栄養を摂取している様子がうかがえ、エネルギー切れに陥ったりドライバーが脱落したりすると強制的に変身が解除されてしまう。ただし、シグマだけは後述の理由からタンパク質の摂取が不要となっている。
- デザインを担当したプレックスの小林大祐は『アマゾン』を観たことが無かったため、自身が思い浮かぶ『アマゾン』と聞いて思い浮かぶものが取り入れられた[39]。

共通ツール
アマゾンズドライバー
オメガやアルファ、シグマへの変身に使用される変身ベルト。開発者は不明で、劇中では単に「ベルト」と呼称された。バックル部の目のようなパーツは変身するアマゾンの眼の色と形状に対応しており、変身者のエネルギー切れを察知すると消灯する。
ドライバーの左にあるアクショングリップアクセラーグリップを捻ることでドライバーのコアユニットコンドラーコアが作動し、コアから発する特殊パルスによって装着者のアマゾン細胞を刺激して変身する。アルファの場合は「アルファ」、オメガの場合は「オメガ」、シグマの場合は「シグマ」と英語風の電子音声が流れた後、変身者が「アマゾン」と発声することで肉体構造が変化して変身する。変身後は再びグリップを回すことで必殺攻撃を行う部位を強化し、英語風の電子音声で必殺技を発動する。
ドライバーの右にある可変武器バトラーグリップは引き抜くことで、アマゾンブレイド（小太刀）、アマゾンサイズ（鎌）、アマゾンスピア（槍）、アマゾンウィップ（鞭）などの武装を読み取った使用者のイメージによって状況に応じて瞬間的に選択・生成可能だが、使用したのはオメガのみ。
仁のものは、野座間製薬から持ち出したもので、表面にいくつもの傷が付いている。悠のものは本来、仁が予備として所持していたものを七羽が譲渡した。淳のものは、野座間製薬が仁を一時的に拘束した際に特殊研究開発本部が解析や複製に成功したものである。
- 形状は『アマゾン』におけるコンドラーをベースに工業製品的なラインでまとめて現代的にアレンジしたもの。原典のように古代インカ文明の戦士ではないため、古代文明のような感じではなく科学的なハイテク機器のような匂いがするようにデザインしている。平成と昭和であることから、吊り目とタレ目になっている。原典のアマゾンの見た目で特徴的な部分を落とし込んだものとなっている。右側のグリップはデザインを担当した小林が原典のギミックを知らなかったため、小林の感覚でグリップを捻って変身するものとなり、左側のグリップは白倉からの提案で武器が生えてくるものにしたため、取れるようになっている。劇中のアルファのものにある傷跡は、玩具ではオメガとアルファにもなれることが売りであったためウェザリングは入っていない。
- バトラーグリップのギミックは、フィギュア化の際のプラス要素として加えられたもので、子供向けなりきり玩具にはならないことから、テレビシリーズでは採用されない攻撃的なものが多い。デザインを担当した小林は、アマゾンより仮面ライダーX（のライドル）に近いと述べている。

ネオアマゾンズドライバー
ネオとニューオメガの変身に使用される変身ベルト。千翼の使用しているものはドライバーのコアユニットネオコンドラーコアの複眼部が黄色で、悠のものは白色である。
ベルト中央部にあるインジェクタースロットにアマゾンズインジェクターをセットし、スロットを上げてインジェクターの薬液を注入することで、コアから特殊パルスを発して装着者のアマゾン細胞を刺激する。ネオの場合は「ネ・オ」、ニューオメガの場合は「ニュー・オ・メ・ガ」と英語風の電子音声が流れた後、変身者が「アマゾン」と発声することで変身する。アマゾンを強化するために改良を重ねて開発されており、インジェクター内部薬液の効果によって、装着者の体表のアマゾン細胞が活性化され、武器を機械のような複雑な構造を持つものへと変質させる機構となっている。高い性能であるため、現在は千翼しか扱えないものとなっている。
インジェクター上部のレバーを特定の回数押し込むことで、「○○（武器名）ローディング」の電子音声が流れ、アマゾンネオブレード（ニューオメガの場合はニューオメガソード）、アマゾンネオニードル（ニードルガン）、アマゾンネオクロー（ワイヤーフック）などの右腕部分のアマゾン細胞が変質した武器が武装される。また、インジェクターを再注入することで力が増強される。
千翼のものは4Cから無断で持ち出したものだったが、黒崎隊に所属してからも引き続き使用している。悠のものは駆除班のスポンサー（のちに令華と天条と判明）から贈られたが、劇場版でネオアルファに破壊される。
- 形状はアマゾンズドライバーと同様にコンドラーがモデルだが、こちらはバックルを横から見た形をアレンジしている。アマゾンズインジェクターの装填ギミックは、平成仮面ライダーシリーズで用いられているキーアイテムのギミックを参考に、子供向け作品ではできない要素として注射器やアンプルがモチーフとなった。また、アマゾンズドライバー同様、武器も子供向けなりきり玩具にはならないことから、テレビシリーズでは採用されない一目で嫌な感じのする攻撃的なものが多く、ネオがアーマーを着用していることから腕のアーマーが展開して武器を構成するものとなったため、デザインの田嶋はライダーマンのアタッチメント的な要素が入っていると述べている。

### 仮面ライダーアマゾンオメガ
水澤悠が変身するアマゾン。悠の人となりから「養殖」と形容され、駆除班のメンバーから「緑のアマゾン」と呼称される。
緑色の体表ワイルダースキン、オレンジ色の胸部装甲、内側に黒い切れ長の眼を内包した赤い釣り目状の眼アマゾン・アイを持つ。アルファに比べると全身が鋭角的で、鎧のように無機質な形状を持ち、四肢の末端を包むブーツおよびグローブ状の部位にも形状の差異が見られる。必殺技を発動する際には、腕部ジェルカットグローブから突出した刃アームカッターを大きく飛び出させる。
戦闘スタイルは主に爪やアームカッター、武器状に変形させたバトラーグリップを用いた手数の多い姿勢が特徴。シーズン1では闘争本能に重きを置いた野性的な動きが目立ったが、5年後の歳月が流れたシーズン2ではかつてのアルファのような冷静な格闘術による効率的なものへと変化しているが、時には昔のように野生的な戦い方をする。またアルファと違い外見上はクラッシャーが確認できないが、劇中で噛みつき攻撃などを行っているため、実際には存在する模様。
ネオアマゾンズドライバーを手にしてからは長らくニューオメガの状態だったが、ネオアルファにネオアマゾンズドライバーを破壊されたため、アマゾンアルファとの最終決戦では再びこの姿となった。
- プロデューサーの白倉伸一郎は、オメガのキャラクター性について「極端に平成ナイズしたアマゾン」としており[12]、線数を減らしたマスクや巨大な吊り目、スポーティーなイメージのラインやメタリックなアーマーなど、原典のアマゾンを平成ライダーのデザイン文法に落とし込んだものとなっている[43]。デザインは平成ライダーと同様の頭と体の比率に合わせて極力シンプルに記号化してデザインされ、原典と同じくトカゲをモチーフとしており、腹部や脚部の六角形のディテールは爬虫類の皮膚、グローブとブーツのディテールは白倉の「仮面ライダーアマゾンは魚がモチーフではないか」という説を基に、鱗を意匠化したものである[42][39]。カラーリングはデザインが異なってもアマゾンだとわかるよう、原典を踏襲した緑色を主体としたものとなっている[出典 6]。また、複眼の中の目はデザイン画では描かれておらず、造形チェック時に石田監督の指示で処理が行われた[39]。力を発動する際に閉じていた外骨格が開くようなディテールになっている[44]。
- アクション監督の田渕景也は、パイロット監督の石田秀範からの「ネコやヒョウなどのネコ科の動物」というイメージを基に、野性的な生々しいアクションをつけている[47][48]。また、後に人間的なアクションへ移行することを想定し、序盤では拳を握らずに戦わせることも意識している[47]。オメガの本来隠し持った本性を出すため、養殖でありながらファイトスタイルをワイルドにしている[10]。

専用マシン

ジャングレイダー
悠に新装備として提供され、彼が平時から乗用する高性能バイク。エンジンAMZ-NPに組み込まれた膨大な稼働エネルギーをわずかな燃料から生み出す緑色の結晶体インティストーンによってコップ1杯のガソリン給油で約1ヶ月の走行が可能で、ハンドルライドハンドラーを握ることで、アマゾン細胞を介して意識を同調させ、バイクの搭乗経験がない悠でもイメージ通りに走行させることが可能となる。ヘッドライドは緑色に光り、アクセルをふかすことで、獣の咆哮のようなエンジン音を発する。
- デザインは鈴木和也が担当。形状は『アマゾン』におけるジャングラーを現代的にアレンジしたもの。車体後部の鰭状のパーツは、ジャングラーの物ほど巨大ではないが、ジャングラーがモチーフと分かるように意匠を残しつつ現場でも使用できるようにデザインされた。カラーリングはアルファ、形状はオメガをイメージしている。たまたまヘッドライトが目のように見えるようにしている。
- 車両は『仮面ライダーアギト』に登場したギルスレイダー（ベース車、ホンダXR250）の改造であり、車名もそれにちなむ。デザイン画でもギルスレイダーのものを流用しており、パーツをその上に付けたものとなった。

必殺技
バイオレントパニッシュ
腕部のアームカッターで相手を斬り裂く技。『アマゾン』における「大切断」に相当する。
バイオレントブレイク
ドライバーの右グリップを引き抜いた武器を用いた必殺技。アマゾンブレイドは未使用のため不明だが、アマゾンスピアを逆手に持ち、投擲して敵を突き刺すほか、アマゾンウィップを振り回して敵を捕らえて引き寄せ、アームカッターで斬ることや、アマゾンサイズを跳躍から力任せに突き立てる3パターンがある。武器を投擲した場合でも、グリップはすぐに再生する。
バイオレントストライク
空中でひねりを加えながら両足でドロップキックする技。バリエーションとして、脚部の刃フットカッターで斬り裂く場合もある。
全身からの棘
全身から棘のような物体を発生させ、敵を串刺しにする。悠の感情の高ぶりによって発生し、棘の長さは10メートル以上に達するが、自分では発生する方向を制御できない。

#### 仮面ライダーアマゾンニューオメガ
水澤悠がネオアマゾンズドライバーを用いて変身したアマゾン。オメガの強化形態で、後述のネオ同様、アマゾンオメガのボディと頭部に銀色の追加装甲やバイザーが装着されているが、一部欠落したような意匠を有する。
パンチ力、キック力など戦闘力全般において大きくオメガを上回る。
- デザインは、オメガの強化形態という発注を元にネオとの共通性を持たせるため、ネオのプロトタイプというコンセプトで描かれた[46][39]。プロデューサーの左右非対称にしたいという要望を受け、『人造人間キカイダー』のような半身の内部メカが露出した形状となった[46][39]。

必殺技
アマゾンパニッシュ
切断必殺技。
アマゾンストライク
キック必殺技。
アマゾンブレイク
武器必殺技。

### 仮面ライダーアマゾンアルファ
鷹山仁が変身するアマゾン。仁の人となりから「野生」と形容され、駆除班のメンバーから「赤いアマゾン」と呼称される。戦闘時には、右胸部装甲に走っている一際大きな傷跡に触れる癖がある。
赤色の体表、銀色の胸部装甲、緑色の眼を持つ。アマゾン然とした有機的な形状の全身に黄緑色の傷跡が走った、整然としたオメガとは対照的な外見的特徴を有する。
スペック上はオメガよりわずかに戦闘性能で劣るが、仁の冷静かつ練り込まれた格闘技能によりそれをまったく感じさせない戦闘能力を誇る。
シーズン2ではアマゾンオメガに眼を斬られた後遺症による影響で、変身していても複眼が白く変色し視力も戻らない状態となっている。そのため戦闘スタイルも音や匂いで周囲を把握しつつ、敢えて敵の攻撃を受けて敵の体を掴むと後手から一気に仕留める、形振り構わないものに変更している。ハンデを負いながらも、その執着と凶暴性から、新種のアマゾンを2体同時に仕留め、スペックで勝るネオを幾度も追い詰めるほどの実力を保っている。劇場版では、複眼が元の色に戻っているが、戦闘スタイルはシーズン2のままである。
- プロデューサーの白倉は、アルファのキャラクター性について「原典をリスペクトしつつ、今だったら絶対にできない」ものとしている[12]。昭和のアマゾンのようなデザインで、顔は原典と極力一緒のものだが、マスクの顔はひと回り小さく作られており、ボディも異なっている[44]。原典とはデザインが異なるオメガは原典と同様のカラーリングだが、全く同様の造形のアルファは同様のカラーリングであると原典と同様になってしまうため、緑と赤を逆転させている[44]。赤となった理由は、オメガの緑と補色関係にあることから来ている[44]。デザインの線をオメガよりも増やしており、ディテールが多い怪人よりもディテールを少なくしているが、オメガとの並び立ちを意識してディテールをオメガよりも多くしている[44]。デザインはS.I.C.のように原典を現在の技術でアップデートしてリファインされた生物的なものとなっているが、白倉の「仮面ライダーアマゾンはピラニアがモチーフではないか」という説を基に、ピラニアをデザインイメージにした怪人のように仕上げており、魚の鱗や鰭の意匠を取り入れている[出典 6]。魚の腹の部分を意識してセンターはシルバーのグラデーションにしており、トゲトゲも魚の棘を意識して半魚人のようなデザインにしている[44]。腕やブーツは魚の骨がまとわりつくような感じでデザインしている[44]。身体の模様は、白倉の「意味のあるものに」という指示により、傷跡として処理されたが、左右対称となると作り物のような感じとなってしまうため、左右非対称となった[出典 6]。配色は原典との差別化を意図しているため緑の補色である赤が選ばれ、銀色の腹部は魚をイメージしている[42][39]。
- アクション監督の田渕景也は、パイロット監督の石田秀範からの「（変身前の）名前の通りの猛禽類」というイメージを基にアクションをつけており、動きを崩していくオメガに対して、素直にカッコ良くしたかったという[47][48]。アルファの本来隠し持った本性を出すため、野生でありながらファイトスタイルをスマートにしている[10]。シーズン2のアクションは、田﨑からの要望で「仮面ライダーにおける座頭市」を目指している[48]。

必殺技
バイオレントスラッシュ
腕部の刃アームカッターですれ違いざまに相手を斬り裂く技。『アマゾン』における「大切断」に相当する。

### 仮面ライダーアマゾンシグマ
アマゾン細胞によって蘇生した前原淳がアマゾンズドライバーを用いて変身した姿。仁は「アマゾンシグマ」と呼称している。国際営業戦略本部が独自に設ける研究機関が、以前から存在していたものの倫理的な問題により中止とされていた「ヒトの死体へのアマゾン細胞移植プロジェクト」を再研究し、開発された生体兵器。その最新型であるため、タンパク質を経口摂取することによるエネルギー補給を必要とせず、アマゾンズレジスターも装着していない。
銀色の体表面、わずかにオレンジ色と赤色に染まった胸部装甲、紫色の複眼を持つ。外見上の特徴は悠がドライバーを使用せずに変身するアマゾン態に酷似し、アルファとオメガに共通する四肢末端部のグローブやブーツが存在しない。
アルファとオメガを圧倒する戦闘力を持ち、スペックも両者を上回る。淳が生前得意としていたチェスと同様、相手の攻撃を先読みし、戦う前に何手で詰むか宣告してから戦う。損傷部分の回復は成長因子の注入によって行われ、実質的に無敵の強さを誇るが、行動不能になるまで戦い続けられるようにドライバーに痛覚遮断機能が追加されているなど、「兵器」としての一面が強調されている。しかし、痛覚遮断というその性質上、自身の肉体に蓄積されたダメージを詳細に認識できない欠点を持ち、限界以上のダメージを受けると他のアマゾン同様に肉体が溶解して致死する危険性も併せ持つ。
- デザインやスーツはアマゾン素体を色替え・改造したもの[出典 6]。配色は素体がモチーフだとばれないように銀色を基調としており、デザインモチーフ案にあったピラニアをモチーフとしているため、中央にピラニアの赤い腹をイメージしたグラデーションラインをアクセントとして入れて、ピラニア人間のようなものを表現している[出典 6]。目の色は緑と赤とは異なり、ライバル戦士であることから正義の味方ではないため紫となった[44]。

必殺技
バイオレントストライク
オメガと同様、空中でひねりを加えながら両足でドロップキックする技。しかし、アルファに対して発動しようとした際は、七羽の介入で不発に終わる。

### 仮面ライダーアマゾンネオ
千翼がネオアマゾンズドライバーを用いて変身するアマゾン。4Cの藤尾は「ネオ」と呼称している。
血管のような赤い模様が入った青色の体表面、アルファやシグマに似た垂れ目状の赤い複眼を持ち、その上からオメガの複眼に酷似した意匠の黄色のバイザーとアマゾン細胞が超硬化した銀色の追加装甲を全身に装着している。
アマゾンとしての高い身体能力と筋力を用いた格闘戦を主とするほか、状況に応じて展開した手首の装甲部から生成する各種武器を用いる。
- デザインは、メカニカルなアーマーの中にバイオチックな青いアマゾンの素体がいるというコンセプトで描かれた[46][39]。メカ要素を取り入れたことによりアマゾンに見えなくならないよう、オリジナルの仮面ライダーアマゾンと同様のシルエットとすることが心がけられた[46]。配色はアルファやオメガとの区別がつけやすいよう青が選ばれた[46]。頭部は吊り目状のバイザーの下にオリジナル同様の垂れ目を配置することで、平成風デザインにも昭和風デザインにも見えることが意図された[46]。
- アクション監督の田渕景也は、アクションコンセプトとして、「人間っぽい感じ」としている[48]。

専用マシン
ネオジャングレイダー
悠が使用するものと同型のマシンであり、こちらはヘッドライトが黄色という差異が存在する。4Cから脱走する際に無断で持ち出したもの。
- デザインはジャングレイダーの流用で、ヘッドライトの色を黄色にしている。

必殺技
アマゾンスラッシュ
「バイオレントパニッシュ」や「バイオレントスラッシュ」同様、『アマゾン』における大切断に相当する技。
アマゾンストライク
キック技。
アマゾンブレイク
ネオアマゾンズドライバーにインジェクターを再注入した後、右腕の装甲を展開させてアマゾンネオブレードを出現させ、敵を切り裂く。

## アマゾン
本作品における怪人で、『アマゾン』における獣人に相当する。
- プロデューサーの白倉の提案で名前の総称としてアマゾンという名称が設定された[39]。

### シーズン1のアマゾン
アマゾン細胞がそのままヒト型に成長した個体は実験体と呼ばれる。異形の身体を持ち、モグラやクモ、コウモリなど個体によって様々な生物の特性を備えているが、志藤は一律に「ムシ」という符丁を用いている。同じ姿や能力を持つ個体が複数存在し、悠や仁、マモルなど、ヒト型細胞によって人間態を持つ個体も存在する。各個体は野座間製薬独自のランクで分類されており、劇中ではAランクからEランクまで確認でき、Aに近いほど駆除時のポイント＝報酬が高く設定されている。コアは半透明で赤く発光しており、それを破壊されるなどの致命傷を負うと肉体がゲル状に溶けて死亡する。死後その死体はすぐに原型を留めずドロドロに溶けてしまい、溶けた後の粘液状の物質もすぐに消滅してしまうためほぼ痕跡が残らない。
平時はアマゾンズレジスターで薬剤を継続投与され、食人本能を抑え込みながら人間に擬態して社会に溶け込んで暮らしている。しかし、薬剤の供給が切れると怪人としての覚醒を迎え、理性を失い食人本能のままに人間を捕食し始める。タンパク質であれば人間以外の鶏肉や卵などでもエネルギー源として代替できるが、アマゾン細胞の特性として人肉を好み、理性を保った者ですら空腹時はその匂いや味に魅力を感じるほどである。どのアマゾンも、爆発的に体内のアマゾン細胞が増殖し、全身の体組織が擬態時のヒト型細胞と入れ替わることでアマゾン態へと変身し、変身時は激しい蒸気と高温の爆風を伴う小爆発を起こし、人間態に戻る際には冷気を発する。『蛍火』では主人公の昇を始めとした一部の実験体は職業能力を持つことが明かされているが、これは野座間と繋がりのある病院から手にいれた人間の遺体から摘出した脳の一部を実験体に組み込む研究によるものと説明されている。
人間態は装着されたアマゾンズレジスターを直接視認する以外に確認する方法がないため、正体を表すまで待機しなければならない。アマゾンであれば覚醒した他のアマゾンの気配を感じ取ることができるが、後天的なアマゾンである仁はその能力が極端に低い。死体をアマゾン化させたイユは仁よりもさらに能力が低く、左目の義眼で対象を直接視認しないとアマゾンかどうかの区別ができない。
戦闘時は獲物や敵に対して野生動物のように突進したり自身の特殊能力を使ったりする者が多いが、高ランクの者や理性を保っている者は人間と同じ格闘技術も扱う。同種の実験体は群れを形成したり、同時に覚醒することが多い。
シーズン2Episode11での令華の台詞から、マモルを除く実験体が全て駆除されたことが判明し、最終話で彼が死亡したことで4000体の実験体が全滅した。
- デザインは同種族に見せるため共通して骨のようなディテールが意匠としてあり、肉体変化して怪人となっているため、何かしらのパーツをつけることで身体に衣服（洋服）を着ているように見えるものとなっている[出典 6]。捕食のシーンがあるため、口が開いたデザインもセットで描かれた[44]。
- 捕食時の口が開いたデザインはパーツの差し替えで表現している[44]。

モグラアマゾン
マモルが変身するモグラ型のアマゾン。口吻部のドリル状の突起と両腕の硬質のクローが特徴。とどめの攻撃時には突起が花弁のように開く。
理性が残っており、戦闘時は仲間との連携や護衛も行う。また、ドラゴン・スクリューや関節技などの格闘やプロレス技的な技も使用する。ランクは不明だが、Bランク以上のアマゾンとの交戦時には苦戦を強いられることも多かった。
シーズン2では、5年間の戦闘によって全身の機能が発達したことで筋力が増大し、両肩部の装甲も羽根のように硬く大きく成長している。
- 開いた口はホシバナモグラをモチーフとしており、『アマゾン』のモグラ獣人をイメージしているが、原典が鼻先が花であったのに対して、こちらはドリルにしており、開くことで花に見えるようにギミックされ、口に見えるようにデザインされた。
- 衣服モチーフは可愛いキャラクターであることから、オーバーオールが採用されている。陰の主役というコンセプトから、茶色一色にならないよう意識している。手を大きくすることで、なるべく力強いシルエットにしている。デザイン画ではマスクを小さくし肩をマッシブに見せることを想定していたが、実際のスーツでは造型の都合などからマスクが大きくなってしまい、デザインを担当した小林大祐はイメージよりも貧弱になってしまったことを述べている。
- シーズン2でのデザインは、前期での反省から大きなアーマーを付けて肩周りを大きくしており、シーズン1から5年経っていることからおかしくなったメンタルを表現するため、狂気をイメージしたカラーリングにしている。

クモアマゾン1
ランクD。識別コードS-203。9人の宿泊客に紛れて民宿やじま屋を襲い、8人の宿泊客を喰らったアマゾン。戦闘や捕食に利用する高強度の糸を吐き出す能力を持ち、消化液を体内に注入して溶かした獲物の養分を糸に含ませて口から取り込む。
廃工場に追い詰められ、駆除班の連携とマモルの活躍によって中枢器官を抉り取られて駆除された。
- デザインは、腕を引きちぎるシーンを入れるため、腕の多いものとなり、人型に見えないモチーフにするため、クモが選ばれた。衣服モチーフは毛皮。

クモアマゾン2
ランクB。識別コードS-208。裕福な青年としてその生活を謳歌していたが、薬剤切れによってアマゾンに変貌し、キャンピングカーで同伴していた女性を喰らっている。赤く鋭利な爪による格闘攻撃を得意とする。
能力はランクDの者と変わらないが、戦闘能力や耐久力などは上。集団から獲物を1人だけ孤立させるなど狡猾な知能を持つ。
大滝を連れ去り、駆除班の高井や福田にも傷を負わせたが、乱入してきたアマゾンアルファに為す術はなく、中枢器官を握り潰されて駆除された。
- スーツはクモアマゾン1を改造したもので、両手首を換装し、頭頂部のパーツは『アマゾン』のクモ獣人の頭部を模している。

コウモリアマゾン
ランクA。識別コードB-008。森の管理人として潜伏していた。銃弾を跳ね返すほどの強度を持つ硬質な飛膜に飛行能力、人間のような優れた格闘術、夜間の視認性を高める超音波など、マモルでさえ歯が立たない力を持つ。
突如現れたアマゾン素体に圧倒されて飛膜を引き千切られ、最後は頭部を踏み潰されて死亡した。
- 飛ぶことから翼を付け、異形であったクモに対して、カッコいい系のデザインにするため、衣服モチーフはマントで、翼を下ろすとバットマンのように裸にマントを着ているイメージでデザインされた。怖いイメージが出るようにマントはボロボロに破れている。

トンボアマゾン
ランクB。大滝のアマゾン態であり、平時は人間社会で生きることを願っていた。コウモリアマゾン駆除任務の朝から薬剤切れの兆候が現れ始め、戦闘中に腕輪の信号が赤く変化して正体を表した。獲物を横取りしようとする他のアマゾンにすら攻撃を仕掛ける、好戦的な性格をしている。強靭な顎と高い敏捷性を活かした蹴り技を主体とした格闘攻撃が得意で、乱戦に際しても特徴的な発達した複眼により、状況を広く捕捉できる。
採石場におびき出した駆除班を喰らおうとするもアマゾンアルファの介入により失敗し、それでも前原を食い殺すことでパワーアップを果たしたが、乱入してきたアマゾンオメガのバイオレントパニッシュを受けて胴体を両断され、駆除された。
- デザインはヒーロー風にと指示されており、ライダーのような目や右半身に大きな羽を付けるなどトンボ丸ごと1匹を入れ込んでいるため、担当した小林大祐は結果的に『仮面ライダーカブト』の仮面ライダードレイクに似たものになったと述べている。衣服モチーフは肩掛けローブ。また、このアマゾン以降は開口時の頭部のデザインも別に描かれている。

女王アリアマゾン
ランクB。マンションの住人である久木園（くきぞの）という主婦を装って修理や配達を依頼し、訪問した人間を捕食していた。蟻のように集団で行動する性質を持ち、182体の兵隊アリアマゾンと協力してマンション全体をコロニーとして形成していた。外骨格のように硬質化した表皮をまとい、高い腕力と脚力を活かし、アマゾンオメガを相手にしないほどの格闘攻撃を繰り出す。
自身は戦闘から隠れながら調査班の人間を喰らってパワーアップし、アマゾンオメガと駆除班を追い込む。しかし、アマゾンアルファの乱入で形勢を逆転され、アマゾンオメガのアマゾンウィップを用いたバイオレントブレイクを受けて胴体を両断され、駆除された。
- 衣服モチーフはドレスとガーターベルトで、「女王」からの連想でSM嬢をイメージしている。アリのお腹を模した右脚や卵をイメージしたロングスカート、アリの巣のディテール、またニチアサでは描きづらい女性の胸部なども入れている。羽やいびつな頭など「派手に大きく」というオーダーから女王アリのイメージを盛り込んでいる。

兵隊アリアマゾン
ランクE。女王アリアマゾンの住むマンションの住人全員（182体）が兵隊アリアマゾンであった。戦闘力は低いがコロニーに侵入した獲物に集団で襲いかかる習性を持ち、外骨格のように硬質化した表皮で内臓を保護しており、戦闘時にはフック状に曲がった口端の牙で引き千切るのが特徴。
数の多さで駆除班を苦戦させるが、対アマゾン用ガスによって全ての個体が駆除された。
- 衣服モチーフは古代ローマの兵士の筋肉のような鎧。アリの巣をイメージしたディテールが透明な鎧部分に描かれている。
- スーツは3体しかないため、数はVFXによって増やしている。

蝶アマゾン1
ランクB。識別コードBu-412。路線バスの運転手として、乗客を蝶アマゾン2（幼虫）にエサとして与えて育てていた。自身は未覚醒である。腕輪の信号は青く、腕輪からの薬剤供給は続いていたため、自身が食人を行っていたかは不明。人間態のままでも鞭のような伸縮自在の触角を出すことが可能で、移動時には空中を滑るように動作をコントロールし、敵を翻弄する。
悠に正体を見破られて駆除班に問い詰められたところ、バスを暴走させて逃走しようとする。しかし、ジャングレイダーを駆るアマゾンオメガに追いつかれて車外に放り出され、アマゾン態となってアマゾンオメガや駆除班と戦う。身軽な動きで翻弄するものの放り上げられたことで動きを封じられ、落ちてきたところにバイオレントパニッシュで胸を貫かれて死亡した。 
- 衣服モチーフはバンダナとストール。デザインは蝶アマゾン2が先に描かれ、こちらの方が流用を前提に描かれた。

蝶アマゾン2
ランク不明。蝶アマゾン1により、トンネル内で餌を与えられ、育てられていたアマゾン。幼虫態から蛹態を経て、成虫態に成長する特性を持つ。幼虫時は鈍重な外見の通り、人間以下の速度でしか動かないが、タクシーを片手で押し退けるなど能力は人間以上であり、投げ技や体重を活かしたプレス攻撃などを得意とする。口から吐き出す糸で獲物の動きを封じた後、伸縮する管状の口器を突き刺して獲物の内臓を溶解液で溶かし、吸引する。致命的脅威が迫ると緊急の防御措置としてサナギ態に変態し、すべての関節や皮膚を硬質化して動くことと引き換えに絶対的な防御力を手に入れ、安全な成虫態に変態することができる。成虫態では羽で飛行することができ、着地タイミングをずらしたり滞空時間を延長することで回避や予測が困難な機敏な動作で敵を翻弄しては伸縮自在の触覚を鞭のように伸ばして敵を拘束し、蹴りの動作と共に相手へ弾丸のような鱗粉を飛ばして攻撃できる。また、マフラーやコート型の柔らかい羽は高速振動することで周囲の気流を変化させ、自身の空中での動きを補佐する能力を持つ。
研究所で羽化を果たした後は研究員に襲いかかって捕食し、念のために待機していた駆除班と交戦する。駆除班の攻撃を寄せ付けず蹂躙し、駆けつけたモグラアマゾンやアマゾンオメガとも激闘を繰り広げるが、最後はカウンターで放たれたバイオレントパニッシュですれ違いざまに首を斬り裂かれて死亡した。
- スーツは、幼虫の緑色の部分を剥がして、錆のような色のパーツを付け、サナギに改造され、成虫は蝶アマゾン1を改造したもの。成虫の衣服モチーフはコートと帽子。サナギの衣服モチーフは錆びた西洋の甲冑。捕食方法を分かりやすくするため、蝶の口をつけている。

モズアマゾン1（幼鳥）
識別コードS-443。悠が駆除班となってから初めて倒した実験体。口腔から分泌される毒液を用い、百舌の速贄のように犠牲者を仮死状態にして高所に吊るす習性を持つ。格闘戦以外の戦闘手段を持たないが、経験によりパワーアップを果たす能力を持つ。
- デザインは成鳥からの逆算で描かれ、百舌が見た目とは真逆に残酷さを持っているため、可愛らしい見た目で描かれた。衣服モチーフはモーニングコートで、モズの尾の形状を表現している。

モズアマゾン2（若鳥）
気弱な新聞配達員・小山 ハジメ（こやま はじめ）のアマゾン態。モズアマゾン1と同様の習性を持つ。足先の爪や嘴による攻撃を得意とするほか、胸部は内臓を保護するため防護プロテクターのように分厚く発達しており、飛翔能力の獲得により人間に擬態していても50メートル以上は跳べる。
元々食人本能には目覚めておらず、むしろ人を喰らうことを避けていた様子だったが、連続殺人鬼である廃車場のオーナーがコレクションしていた死体を目の当たりにしたことで、人間を食う欲望が抑えきれなくなってしまう。捕食を試みるも死体が腐っていたために失敗し、思わず死体を電線に吊るしたことがもとで、駆除班に発見されてしまう。目撃証言の確認のために近づいた刑事を捕食しようとするも、駆除班に阻止される。戦闘中に人間態になったことでアマゾンオメガが油断した隙を突いて逃走し、バードウォッチングに来ていたカップルを襲って肉を啄み、成鳥型へパワーアップした。
- スーツはモズアマゾン1（幼鳥）を改造したもので、胸パーツを追加している。

モズアマゾン2（成鳥）
モズアマゾン2が捕食活動を行ってパワーアップした姿。若鳥型よりも戦闘力が高く、敵の動きを発達した目で確実に捉え、腕部の鋭い爪で急所を引き裂く。特徴的な背部の膨らみには養分が溜め込まれており、これを活用して自身の傷の回復や長時間の戦闘を可能とする。
カップルを襲っていたところを駆除班に発見され、能力が向上したことでアマゾンオメガと互角以上の戦いを繰り広げるが、駆除班の援護で形勢を逆転され、最後はジャングレイダーの体当たりを受けて粉砕された。
- スーツはモズアマゾン2（若鳥）を改造したもので、モズの可愛らしさを表現するため、丸い上半身パーツを追加している。また、百舌の習性を表すため、指を枝にしている。

カニアマゾン
「ひっそりと暮らしたい」と願う覚醒前のアマゾンたちを守るため、捕らえた人肉を調理して少しずつ摂取させるためのレストランを経営していたオーナーのアマゾン態。物腰は柔らかく、「自由に生きたければ逃げろ」と仲間たちを逃がす義侠心に溢れている。一方、内面はアマゾンそのものであり、迷い込んできた人間を騙し殺して調理するなど食人行為には何の罪悪感も抱いていない。本人は未覚醒であり、覚醒した者はたとえ客であっても店から追い出すなど、独自のマナーに厳しい。
全身を保護する棘の生えた強固な外殻と腕部の巨大で鋭利な鋏による驚異的な握力を持つなど、高い格闘能力を誇る。また、劇中では披露していないが、水中での戦闘能力は非常に高い。仲間たちを逃がした後はアマゾンオメガとの戦いを引き受ける。戦闘中に覚醒して凶暴になるものの、マモルのアシストを受けたアマゾンオメガのアマゾンサイズを用いたバイオレントブレイクによって駆除された。
- モチーフがカニになったのは、登場するシーズン1第9話サブタイトルの「CANNIBAL」をもじったものである。スーツはクモアマゾンを改造したもので、カニと分かりやすくするために赤い体色にし、顔を変え、脚先をカニの爪にしている。また、ハサミに髪の毛を一房挟んで少し恨みがましいイメージにしている。デザインはタラバガニをモチーフとしており、ほかにケガニをモチーフとした案も存在したが、こちらは不採用となった。

コウモリアマゾン2
ランクA。野座間製薬の追跡を逃れるため、他のアマゾンと共に地下道に潜伏していたが、欲求に堪え切れずに人を喰らって覚醒したために駆除班に居場所を探知されてしまい、アマゾンオメガによって頭部を粉砕され、駆除される。
- スーツはコウモリアマゾンを改造したもので、マスク部分に新しいパーツを追加している。

ハチアマゾン
ランクE。カニアマゾンが経営していたレストランの女性客（ミカ）のアマゾン態。強靭な大顎と腹部の毒針を持つが、劇中では使用していない。「今のままひっそりと生きていければいい」と語り、わずかな人肉ハンバーグを摂取することで覚醒のタイミングを遅らせられると信じていた。乱入した駆除班に襲われるもカニアマゾンに助けられる。対アマゾンガスにある程度の耐性を持ち、Episode9でのガスの攻撃から生き延び、地下に潜伏していた。しかし、再びトラロックによる襲撃を受けて逃走した際に薬剤供給が切れて覚醒したことでアマゾンとしての正体を現し、空腹を覚えたことで目の前にいた美月を襲おうとしたためにアマゾンオメガと交戦し、貫手で腹を貫かれて死亡した。
- スーツは兵隊アリアマゾンを転用・改造したもので、ハチのように色を黒と黄色で塗り分けている。衣服モチーフはマフラーで、模様をハチの羽にしている。

カニアマゾン2
ランク不明。トラロックから生き残った約1,000体の1体。再結成された駆除班と交戦するが、乱入してきたアマゾンオメガに駆除される。

モズアマゾン3（幼鳥）
ランク不明。トラロックから生き残った約1,000体の1体。しばらく身を潜めていたが、3週間後に他のアマゾンと共に活動を開始した。

コウモリアマゾン3
ランク不明。トラロックから生き残った約1,000体の1体。しばらく身を潜めていたが、3週間後に他のアマゾンと共に活動を開始した。

アマゾン素体
ランク不明。悠がアマゾンズドライバーを使用せずにアマゾン細胞が活性化して変身したアマゾン態。皮膚は緑、複眼の色は赤。アマゾンオメガと異なり、両腕の棘や牙を持ち、アマゾンアルファに似た外見になっている。
悠の深層意識で暴れていた描写がある。ドライバーを用いなければこの形態には自由に変身でき、一部だけの変身も可能。
- デザインはアルファの没デザインであったが、白倉がこれを気に入り、別キャラクターとして転用された。浮き出した色が異なる体内の骨が模様に見えるというコンセプトとなっている。監督の石田の提案で、大きなヒレと眼の中のもう一つの眼が追加された。

仁アマゾン態（ピラニアアマゾン）
ランク不明。第6話の仁の回想シーンのイメージに登場。仁がアマゾンズドライバーを使用せずに変身したアマゾン態。姿はアマゾンアルファとほとんど同じだが、全身に傷がない。

淳アマゾン態（仮称）
ランク不明。第8話のラストに登場。前原淳がアマゾンズドライバーを使用せずに変身したアマゾン態。外見はアマゾンドライバーを外したアマゾンシグマと同一である。

### シーズン2のアマゾン
シーズン2では実験体のアマゾンに加えて、溶原性細胞が人に感染し、アマゾンと化した新種のアマゾンが登場する。
溶原性細胞の感染によりアマゾン化した者は変身しても人間時に着用していた衣服がそのまま残ることと、致命傷を受けて死亡しても肉体の溶解が起きず、変色した死体が残ることと、電気や対アマゾンガスによる攻撃は効かず、物理的な攻撃しか通用しないこと、人体の特定の部位を食すのを好むことという点が実験体と異なる。発症すると自身にとって大切な人物や親しい者を最初に捕食しようとする傾向がある。新種のアマゾンはシーズン2 Last Episode時点で駆除され尽くしたとの状況にはない。
- 新種アマゾンのデザインは、共通のコンセプトとしてゾンビ映画からの着想で実際に衣服を着ている[46][39]。当初は服の下は共通ディテールのものを使いまわす構想であったが、アクション時に服の下が見えてしまうことやスーツ造型時にデザイン画が必要になることなどから、初期以外はボディも新規デザインになった[46][39]。新種アマゾンの発注は生物モチーフではなく、警官アマゾンや医者アマゾンなど職業名や人物で指定されていたため、デザインを担当した小林大祐は生物的モチーフの選定から行わなければならず苦労した旨を語っている[46][39]。掴みのインパクトとして大量に投入するという案になったが、全部作ると大変になるため、共通で1体の素体を使い回して、モチーフに合わせて新規に造形されたマスクと身体の一部分を付け、その上に洋服を着るものとなったが、クワガタアマゾンを造形した際に服の中が判らなかったため、それ以降のアマゾンは造形用に服を着ていないものも用意することになったが、動きやすさを優先するため、服の下はスーツが外された[39]。

カラスアマゾン
ランク不明。イユが変身するカラス型のアマゾン。遺体にアマゾン細胞を移植し作り上げたシグマタイプの一体。ネオアマゾンズレジスターのスイッチを入れ、仮面ライダー同様「アマゾン」と発声することで変身する。4Cの藤尾は「シグマ」と呼称している。左目の義眼がアマゾン用のセンサーを搭載しており、対象の人物を視認することでその人物がアマゾンかどうかを見分けることができる。
パルクールを用いたアクロバティックな攻撃を得意とし、決め技には蹴りを使う場合が多く、超硬質の鉤爪で敵の急所を引き裂く。
- デザインは、シーズン1同様の動物モチーフのデザインコンセプトで描かれ、劇中では登場しなかったが、開口時の頭部のデザインも別に描かれている。デザイン段階からもう1人の主人公となることが想定され、空を飛ぶイメージという発注を元に描かれたデザイン案の中からカラスをモチーフとしたものが選ばれた。プロデューサーの白倉伸一郎は、腕輪が鳥をモチーフとしていることから鳥モチーフであるべきと考え、カラスという選定は鳥の中でダークなイメージであるからとしている。当初のデザイン案は女性であることも意識していたが、白倉の要望により女性らしさよりも格好良さを追求したものとなった。白倉は仮面ライダーよりのデザインとすることも検討したが、綺麗なイメージになりすぎるとして、女性要素を廃し戦闘力の高さを強調するものに変更された。

ハゲタカアマゾン
溶原性細胞に感染した星埜始が変身するハゲタカ型のアマゾン。千翼のアマゾン細胞を研究していた際に感染してしまう。自身の誕生日の日に発症して妻とイユ、イユの姉を惨殺し、眼球を食す。
最期は誕生日を祝いに家を訪れた悠に気づかれ、アマゾンオメガの手刀によって腹を貫かれて死亡した。
- デザインは、作中にわずかしか登場しないため、洋服の裂け目から見える怪人の部分の面積を大きくしないよう意識しているが、後頭部からハゲタカの首が生えて背中にくっ付いている形にすることで奇妙な見た目をしている。

ヒョウアマゾン
溶原性細胞に感染した元人間。TEAM Xのアマゾン狩りに選ばれたヒョウ型のアマゾン。普段は中年男性の警察官の姿をしている。俊足で追い詰め、両腕にあるクローで敵を仕留める。
TEAM Xのメンバーがバイクで陽動したところで、アマゾンネオとの戦闘になり、最期はアマゾンネオブレードで体をめった刺しにされて死亡した。
- スーツを改造することを想定して、一番使い勝手のいいネコ科の動物のヒョウがモチーフに選ばれた。

クワガタアマゾン
溶原性細胞に感染した元人間。結婚式場に現れたクワガタ型のアマゾン。花嫁が結婚式の最中に発症し、花婿や参列者たちを食い殺した。腰部などから長い肢を伸ばして敵を捕らえ、先端にある爪で攻撃する。
最期は黒崎隊の銃撃を受けた後、カラスアマゾンのキックを受け、アマゾンネオブレードで腹を切り裂かれて死亡した。
- デザイン発注時に生物的モチーフが指定されていた唯一の新種アマゾンである。花嫁のアマゾンでクワガタがモチーフのため、ベールを突き破ったウェディングドレスを着たクワガタの怪人としてデザインされた。

カマキリアマゾン
溶原性細胞に感染した元人間。結婚式場に現れたカマキリ型のアマゾン。結婚式の参列者の女性が変身する。両手にある鋭利な鎌で、敵を引き裂く。
クワガタアマゾンを倒した千翼たちの前に現れるが、最期はカラスアマゾンの手刀によって顔を貫かれて死亡した。
- 結婚式の参列者が変身するため、露出している箇所や頭部にモチーフが分かるディテールを配置している。

サイアマゾン
溶原性細胞に感染した元人間。結婚式場に現れたサイ型のアマゾン。結婚式の参列者の女性が変身する。体重を活かした突進で、敵に頭部の角を突き立てる。
クワガタアマゾンを倒した千翼たちの前に現れるが、最期はカラスアマゾンに頭部を粉砕されて死亡した。
- 結婚式の参列者が変身するため、露出している箇所や頭部にモチーフが分かるディテールを配置している。

ヘビアマゾン
溶原性細胞に感染した元人間。結婚式場に現れたヘビ型のアマゾン。結婚式の参列者の女性が変身する。右腕が蛇の尻尾のようになっており、鞭のようにして相手を攻撃する。
クワガタアマゾンを倒した千翼たちの前に現れるが、最期はカラスアマゾンの手刀によって腹部を貫かれて死亡した。
- 結婚式の参列者が変身するため、露出している箇所や頭部にモチーフが分かるディテールを配置している。

ウニアマゾン
溶原性細胞に感染した元人間。Aroma Ozoneの営業所を調査しようとした青山隊とイユの前に現れたウニ型のアマゾン。普段はサラリーマンの姿をしている。体躯を球体状に丸め、空中を高速で移動する攻撃を得意とする。
青山隊の要請を受けて出撃した黒崎隊と千翼と戦闘になり、最期はアマゾンネオブレードで顔を貫かれて死亡する。
- デザイン発注時の名称は職員アマゾンであった。相手を尖った触手で刺し殺すというオーダーから、ハリネズミなどの案がある中でウニがモチーフに選ばれ、服がトゲに刺さって破れているようにデザインされ、ムラサキウニやバフンウニもウニの意匠として構成されている。

ヒヒアマゾン
溶原性細胞に感染した元人間。タクが変貌したヒヒ型のアマゾン。メディアでAroma Ozoneに関する報道を見ていたときに突然発症し、北村の脚を食すが、志藤によって駆除された。
- デザイン発注時の名称は、山下アマゾンであった。職業指定ではなく、普通の若者が変身するアマゾンという指定だったため、デザイン画の衣装はイメージとして描かれている。

ゾウアマゾン
溶原性細胞に感染した元人間。野乃森耳鼻科に潜んでいたゾウ型のアマゾン。普段は医者の姿をしている。長い鼻からチューブのようなものを出し、人間の耳に挿して、内臓を吸う。
駆除に訪れた千翼とイユと戦闘になるが、食いかけていた人間を千翼に差し出したことで、彼の食人衝動を芽生えさせ、その隙に逃走する。その後、再び人間を襲っている現場に千翼、イユ、黒崎隊が駆けつけたため逃げようとするが、千翼とイユの連携で胸を粉砕され、駆除された。
- ゾウムシアマゾンとの男女の対比としてマッシブなデザインにしている。

ゾウムシアマゾン
溶原性細胞に感染した元人間。野乃森耳鼻科に潜んでいたゾウムシ型のアマゾン。普段は看護師の姿をしている。長く伸びた口先からチューブのようなものを出し、人間の耳に挿して、内臓を吸う。
駆除しに訪れた千翼とイユと戦闘になり、最期はイユと黒崎隊の協力によって、腹を切り裂かれ駆除される。
- ナース服を着たアマゾンのため、角張った感じにならないようにシンプルなデザインとなった。

バラアマゾン
溶原性細胞に感染した元人間。美容室「Tuberose」に潜んでいたバラ型のアマゾン。元々は周也（しゅうや）という若い男性。バラをギロチンのようにして人間の体を切り裂き、頭部を好んで食する。また、右腕の蔦はハサミのようになり、敵を切り刻む。
周也がアマゾン化したため、婚約者のエミリという女性が美容室の客を殺害し、彼の元に遺体の頭部を運んでいた。エミリの殺人が4Cに嗅ぎ付けられたことで正体が露わとなり4Cを襲撃する。駆けつけた千翼とイユと戦闘になるが、悠とマモルの乱入もあり逃走する。その後はエミリを銃撃した4Cの藤尾隊の隊長を殺害、エミリが入院していた病院に現れ、長らく彼女に対する食人衝動を堪え続けていたことを吐露し、エミリも彼に食われることを了承したため、彼女の頭部を食し立ち去る。最期はアマゾンネオとアマゾンオメガの連携攻撃を受け、オメガのアームカッターとアマゾンネオブレードによって首を切り裂かれて死亡する。
- デザイン発注時の名称はヒモアマゾンであった。アマゾンでは初の植物モチーフとなっている。高貴なバラのイメージのディテール感を意識する一方で、触手の怖さも合わせてデザインされている。ハサミを武器としてほしいというオーダーから剪定ばさみを付けるのではなく、ツタが変形した感じのハサミとなった。

サイアマゾン2
溶原性細胞に感染した元人間。ふれあい動物パークに現れたサイ型のアマゾン。普段は只野解体工業の作業員の姿をしている。
他の2体のアマゾンと共に通りかかった主婦を襲い、その後イユとヒロキの前に現れるが、最期は駆けつけた仁によって駆除される。

カマキリアマゾン2
溶原性細胞に感染した元人間。ふれあい動物パークに現れたカマキリ型のアマゾン。普段は只野解体工業の作業員の姿をしている。
他の2体のアマゾンと共に通りかかった主婦を襲い、その後イユとヒロキの前に現れるが、最期は駆けつけたイユと黒崎の連携によって駆除される。

ヒョウアマゾン2
溶原性細胞に感染した元人間。ふれあい動物パークに現れた黒ヒョウ型のアマゾン。普段は只野解体工業の作業員の姿をしている。
他の2体のアマゾンと共に通りかかった主婦を襲い、その後イユと長瀬の前に現れるが、最期は駆けつけた仁によって駆除された。
- スーツはヒョウアマゾンのものを黒く塗ったもの。

ヘビアマゾン2
溶原性細胞に感染した赤松隊の隊員の一人が変異したアマゾン。札森は千翼がアマゾン態となって暴走した際に飛び散った体液から感染したと推測している。最期は駆け付けた悠によって駆除された。

アマゾンネオ素体
シーズン2Episode9のラストから登場。千翼がネオアマゾンズドライバーを使用せずに変身したオリジナル態。6本の腕と全身から伸びる無数の細い触手を持ち、相手を切り刻んだり締め上げたりといった攻撃を行う。姿はアマゾンネオに酷似しているが、全身の銀色の装甲や黄色のバイザーが存在せず、アマゾンネオから変異する場合は装甲が剥がれ落ちる。
4Cのメンバーや機動隊員、加納を殺傷するも、意図せずに傷つけたイユの体から血液が滴り落ちる音を聞いて沈静化する。ただし、変異していたときの記憶はなく、自身の起こした惨状に絶望していた。
- ネオが暴走し、狂暴化した状態をシンプルにデザインしている。

クラゲアマゾン
シーズン2Episode9のラストから登場。虹色に光る透明の体を持つアマゾン。マモルやトラロックから生き残ったアマゾンたちから守られていた。溶原性細胞と同じ遺伝子を持つ、加納が言及した「もう一体存在するオリジナル」であり、その正体は仁のパートナーであった七羽。彼女が描いた七つの羽根を持った人物の絵に酷似した姿で、千翼のオリジナル態同様、無数の細い触手を持ち、全身を透明化させて姿を消し、無数の触手で大勢の敵を貫く。また、バリア状の膜を張っており、銃などによる攻撃を無効化する。
- デザイン段階から七羽が変身することが想定され、人間の顔のディテールとして残しつつ、シーズン1での七羽の衣裳のイメージからポンチョや民族衣装の要素が取り入れられた。光った身体に触手があることからクラゲがモチーフに選ばれ、身体の至るところに上から見たクラゲ状のパーツを入れている。

## 設定・用語
野座間製薬株式会社（）
本邦トップレベルの大手製薬会社。積年にわたってアマゾンを研究開発していたが、物語の始まる2年前、某所の研究所で「飼育」していたアマゾン4000体が事故によって流出してしまう不祥事を起こしているが、各方面への有形無形の働きかけにより隠蔽しているため、その事故は一般にはほとんど知られていない。アマゾン細胞のビジネス面での可能性に社運をかけている。
シーズン2では実験体流出の責任が明るみに出て多額の賠償金を負っている。事業も縮小し、トラロック事件の補償金と4Cへの出資によって経営が一気に悪化したことが明らかとなった。

ノザマペストンサービス
野座間製薬の子会社。表向きは害虫害獣駆除の会社だが、実態は民間軍事会社である。アマゾンたちとの戦いを日々繰り広げており、駆除班、調査班、清掃班、解析班といった部署が存在する。駆除班以外はシーズン1のみに登場。
駆除班
最前線でのアマゾン駆除を請け負う特殊部隊。高額の報酬と引き換えに雇われた者たちがプロの傭兵として所属する。メンバー一人ひとりの前歴や報酬の使い道は様々だが、アマゾンの駆除活動では優れた実力とチームワークを発揮し、事務所で寝食を共にするなど、彼らの絆は深い。
シーズン1開始の時点での人員総数は7名だったが、序盤で淳と大滝が殉職。暫くの間は5人体制で悠と協力する形で活動を継続するが、後に悠が正式に加入し、新体制で活動開始する。しかし、悠はアマゾン駆除への見解から、マモルは三崎の左腕を食してしまった罪悪感から、両者共にトラロック作戦の際に離脱・失踪してしまう。その3週間後の再組織時に、食人衝動が覚醒していないアマゾンのコミュニティーと遭遇し悠とマモルに再会するが、両者はコミュニティーの一員であることを選んだため、チームに復帰せずに終わった。
シーズン2では、4Cの創設にあたり駆除班は解散となっていたが、志藤の呼び掛けによってマモルや悠、福田を除くメンバーが再集結し、TEAM Xのヒロキを加え活動を再開。Aroma Ozoneの飲料水に使われている山中の水源調査に出動した際に、マモルや生き残りの実験体たちに遭遇し、彼らが人間を新種のアマゾンに変貌させて仲間に加えようとしていると知り、以降は悠や美月、福田と協力してマモルたちを止めるために戦う。しかし最終的に、残りの実験体を駆除後にマモルや七羽/クラゲアマゾンも駆除する結果となった。
その後は、再び任を解かれるが、令華の命で悠を4Cから守るため再度召集され、秘密裡に活動再開する。
事務所
古びたビルの半地下の一角に構えられた駆除班の根城。室内は薄暗く、業務に直接関する物品はノートパソコンや呼び出しブザーとロッカーぐらいで、冷蔵庫や座卓やコタツなどの生活用品の方が多く置かれているなど、事務所というより駆除班のメンバーの住居の趣が濃い。
シーズン2では未登場である。
latin club leon
シーズン2で志藤が所有する地下式クラブ。志藤はここにTEAM Xの面々を住まわせていた。後に旧駆除班の拠点となる。また、一度だけ千翼と仁の乱闘の場となった。一般客が来店した描写は無い。
装備
制服
ダークカーキを基調とし、レッドのラインが入ったジャケットと、ズボンを基本とする。この制服は、調査班のメンバーも着用している。出動時には両肘と両膝のサポーターやベスト、ゴーグルと小型カメラと側頭部にヘッドライトが取り付けられた戦闘用ヘルメット、コンパクトフォンマイクを装備するが、これらをフル装備するかは個人の自由らしく、メンバーごとに着こなしは異なる。カメラによって映像がリアルタイムで送信され、隊員の状況や戦況が遠距離でモニタリングされている。
防護服
作戦実行時の害虫・害獣駆除作業偽装用の白い防護服。人が多く密集する建築物の敷地内などが駆除現場となった際に被って現場へ出動し、世間へのアマゾンの情報の漏洩を防ぐため近隣住民の目を欺く。そのため直接の戦闘では使用されず、部外者の目に付かなくなったらすぐに脱ぐ。
シーズン2では未使用。
バン
駆除班がアマゾン駆除現場へ出動する際に搭乗する銀色のデリバリー型バン。自動車ナンバーは“練馬 100 す 71-03”。屋根の上に外部スピーカーが取り付けられており、駆除班とアマゾンの戦闘中には現場近辺の住民への偽装として害虫駆除作業中のアナウンスとクラシック音楽を大音量で流す。
シーズン2では通常の乗用車に乗り換えている。
武装
駆除班が使用する銃器の弾丸や武器は全て、アマゾンが苦手とする電流を帯びている。
- 当初はアマゾンには電撃が有効という設定があったため、ワイヤーやナイフに電気が流れている武器のみを使用しており、台本には銃を使用しているとは書かれていなかったが、監督の石田の意向で銃も使用することとなり、武器の種類でキャラ付けすることとなった。

SIG SAUER P226
駆除班のメンバーの多くが装備している、アンダーマウントベース付きハンドガンだが、劇中では主に志藤が多用している。
M4カービン
志藤がシーズン2で愛用するアサルトライフル。
ベネリM3 ショーテイー
三崎がシーズン1で愛用するショットガン。使用弾薬は散弾ではなく、スラッグ弾のような単発弾である。
イングラムM10
三崎がシーズン2で愛用するサブマシンガン。福田も一度だけ持ち構えた。
L96A1
福田が愛用するスナイパーライフル。
フランキ・スパス12
クラブに残されていたショットガン。ヒロキが千翼にとどめを刺そうとするアルファに対して使用。
スタンバトン
駆除班のメンバーの多くが装備している近接格闘用の高電圧のスティック。劇中では主に志藤が多用している。
コンバットナイフ
望が愛用する近接格闘用の武器で、刃は二枚重ねのような形状で電極が内蔵されており、逆手で握り斬りつける。
ショックブーツ
望が愛用する近接格闘用のブーツで、ナイフと同様にレガースとかかと部分に電極が内蔵されており、重りがかかと部分に仕込まれているため、民家の壁では穴が開く。
放電ワイヤー
格闘技系スポーツのリングロープのように周辺に張り巡らして、敵アマゾンの逃走防止に使用する補助装備。
シーズン2では未使用。
調査班
アマゾンの捜索や追跡を行う部署。時には作戦立案や、駆除班の現場サポートも行う。護身用にベレッタ 92を装備している。
マンションでのアリアマゾン戦や、シーズン1 Last Episodeでの生き残りのアマゾン捜索活動時などには活動に参加した人員の全員が殉職している。
清掃班
現場からアマゾンに関する全ての痕跡を後始末する部署。志藤たちの台詞の中のみに登場。
解析班
アマゾンが出現した現場から回収された遺留品などを分析する部署。仁を野座間製薬の研究所に隔離した際に、令華から彼が所持していたアマゾンズドライバーの分析を命じられた。

アマゾン細胞
野座間製薬が極秘裏に研究していたウイルスサイズの人工生命体の集合体。これをそのまま人間型の大きさにまで成長して造り出されたのが、実験体のアマゾンたちである。
細胞レベルの段階ですでにヒトのタンパク質を好む本能を有しているが、特殊な抑制薬を定期的に投与すれば、細胞の覚醒を抑えられ、人間的な理性を保ったままヒトの姿に擬態することができる。また、電気的刺激におしなべて弱く、動きを一時的に封じられる。
溶原性細胞
シーズン2で登場する新種のアマゾン細胞。人間に感染することで人間をアマゾン化させる。溶原性細胞に感染した者が発症すると体表に黒い腫瘍が浮かび上がり、理性も喪失する。悠によるとアマゾン細胞と人間の遺伝子がある条件を満たすことで変異したものとされている。また人間の体内に入っても特定の条件を満たさなければ感染した者をアマゾン化させることはない。4Cは、悠、仁、千翼のうちの誰かがオリジナル（溶原性細胞と同じ遺伝子構造のアマゾン細胞を持つ存在）と推測し、遺伝子の解析結果からオリジナルは千翼と判明するが、千翼の体内からは溶原性細胞自体は発見されなかった。
溶原性細胞はウイルスよりも大きいが、水分がなければすぐに死滅する。ゆえに接触感染や空気感染での二次感染は起こりにくいことから、橘は溶原性細胞の感染源が同一であると推測。調査の結果「Aroma Ozone（アロマオゾン）」というメーカーが展開していた業務用ウォーターサーバーの水に溶原性細胞が含まれることが判明し、感染者は万単位と推測している。マモルが別の場所にあったオリジナルの身体の一部を回収し、腕の部分をAroma Ozoneの飲料水に使われている山中の水源へ埋めたことにより地下水に溶原性細胞を流出させ感染を拡大させていた。

アマゾンズレジスター
鷹山仁および前原淳以外のアマゾンたちが腕部に装着している、一種の安全装置にして位置情報装置。劇中では単に「腕輪」と呼称される。
上記の特殊薬剤を、自動的に装着者の体内へ投薬して覚醒を抑える機能を持つ。そのため内側には無数の針があり、装着や脱着には痛みを伴う。薬剤の容量の有効期限は最長2年で、薬剤の残りが少なくなると腕輪の眼の部分が赤く発光し、信号によって所在が野座間製薬へ転送される。ただし、薬剤が切れてアマゾンが食人本能に目覚めれば、薬剤を再充填しても抑制できない。薬剤切れは相当身体に負担を掛けるのか、劇中で薬剤切れになった者たちはいずれも変身前に苦しむ素振りを見せ、皮膚や眼球が変質している。
シーズン1終盤では抑制剤の過剰投与によって完全にアマゾン細胞を制御できる金色のアマゾンズレジスターが登場し、偶然入手した美月が独断で持ち出し悠へ渡そうとしたが、結局彼の手には渡らなかった。
- 形状は『アマゾン』におけるギギの腕輪をメカニカルな現代的にアレンジしたもの。顔に見えるデザインではなく、たまたま顔に見えるようなデザインとなっている。ドラマ上、アマゾンであることを隠す隠遁者もいることから、なるべくコンパクトに小さくまとめられた。金色のレジスターは、今後の展開を見据えて設定されたものだが、特に回収されないまま終わったという。

ネオアマゾンズレジスター
千翼やイユが装着している新たなアマゾンズレジスター。鳥の横顔のような形状をしている。嘴部分のスイッチを押して「アマゾン」と発声することで、圧裂弾の数パーセントの衝撃を持った装置が作動し、装着者の体内のアマゾン細胞を活性化させ、アマゾンとなる。
内蔵された抑制剤の投与の切り替えが可能で、定期的に薬剤を投与することで細胞の覚醒を防ぐ。
アマゾンズレジスター同様、装着者の位置情報を探知することが可能。
- デザインはアマゾンズレジスターと同じくギギの腕輪をモチーフとしているが、鳥の意匠を横から見た形状をイメージしており、ネオアマゾンズドライバーとコンセプトを同じくしている。当初はシーズン1からデザインを変更しない予定であったが、レギュラーキャラクターの変身アイテムとなることから新規デザインとなった。

アマゾンズインジェクター
ネオアマゾンズドライバーでの変身時に使用される注射器型のユニット。アマゾン細胞を活性化させる特殊なタンパク液が内部に充填されており、イユに使用される栄養補給用やブレードなどの武装生成用など、用途や成分の異なる複数のタイプが存在する。

対アマゾン用ガス
野座間製薬特殊研究開発本部が開発した、対アマゾン用の新兵器。
薬品が水と反応して気化することでアマゾンを駆除する有毒ガスを発生させる。
シーズン1Episode4で初使用された際は人体にも影響を及ぼすものであったが、その後、人体には無害でアマゾンのみ駆除できるよう改良された。ただし、駆除率は9割から8割程度に落ちている。
薬品を積んだ大量の大型ドローンを使い、雨の日に空中散布することで街全域のアマゾンを駆除するアマゾン駆除作戦がトラロックである。

4C
野座間製薬と政府の共同出資によって新たに設立された対アマゾン用の特務機関特定有害生物対策センター（Competitive Creatures Control Center）の略。読み方は「フォーシー」。当初はアマゾンの残党狩りが目的だったが、溶原性細胞による新種のアマゾンが出現後はこれに対応する任務に就くようになった。ノザマペストンサービスの駆除班よりも規模が拡大され、「黒崎隊」をはじめとする複数の駆除部隊や機動部隊、情報部などが存在する。局長は橘が務めており、加納は橘の秘書となっている。千翼の復帰まではアマゾンの気配を探知できるメンバーが不在のため、アマゾンへの対処が後手に回りがちで「政府より市民（TEAM X）の方がちゃんとアマゾン狩りをしている」と揶揄されていた。
黒崎隊
黒崎武が率いる、劇中で主に登場する駆除部隊。主要メンバーに札森や福田たちが所属し、アマゾンであるイユや千翼も配属され、後に美月も編入するが、福田が旧駆除班に合流、劇場版では美月が悠を守るため、いずれも除隊している。
青山隊
青山が率いる駆除部隊。ウォーターサーバーを調査していた際に、ウニアマゾンに襲われ、美月以外の多くの隊員が犠牲となり壊滅。その後美月は黒崎隊に、他の生き残った隊員も4Cの別の部隊にそれぞれ転属となる。
藤尾隊
藤尾率いる駆除部隊。アマゾン探知犬であるバロンと共に美容室の監視に当たり、アマゾン捜査を行うが、人間である女性のエミリを新種のアマゾンと誤解し、負傷させる失態を犯したことで彼女の恋人であるバラアマゾンの反撃を受けて多くの隊員が殺傷され、後に藤尾も不意を突かれて殺害されてしまった。残った隊員たちは、黒崎隊と共闘してバラアマゾンを攻撃する。
赤松隊
赤松竜二率いる4Cきってのエリート駆除部隊。千翼が駆除対象と認可されてから黒崎隊と協力して千翼を追跡するが、閉鎖されたチャペルでの戦闘で狙撃隊員の一人がヘビアマゾン2と化し、イユの暴走も加えた大混戦で壊滅的な被害を出てしまう。
情報部
情報収集を主任務とする部署。構成員は橘のパソコン越しのみに登場。
機動部隊
面的な展開に秀でた部隊。黒崎の要請で千翼追跡に私用道路を封鎖。その後、黒崎隊と協力して4C本部に現れた千翼を迎え撃った。
装備
戦闘服
4Cの隊員たちは、基礎とする戦闘服に加え、出動時にはV1タイプベストとプロテクターを装着し、戦闘用ヘルメットを被る。黒崎隊は黒の戦闘服に黒のV1系ベスト。青山隊はベージュの戦闘服と黒のV1系ベスト。藤尾隊はチョコチップデザートの戦闘服にタンのV1系ベスト、赤松隊と4C本部の警備隊員はグレーの戦闘服にタクティカルベスト、機動隊は迷彩柄や黒の戦闘服と戦闘用ヘルメットにタクティカルベストを、それぞれ着用している。フル装備するかしないかは旧駆除班と同様に自由のようである。
バン
各駆除部隊に配備された、駆除現場へ出動する際に搭乗する黒一色のデリバリー型バン。劇中で確認できる車両ナンバーは、黒崎隊が“練馬 130 そ ・・47”、赤松隊が“練馬 130 お ・・32”である。旧駆除班が使用していたバンとは異なり、スピーカーなどの周囲へのカモフラージュ用設備は無い。
日産・エルグランド
赤松隊が使用するもう1台の黒い移動用車両で、車両ナンバーは“品川 300 お 41-22”。
武装
H&K HK416
黒崎が愛用するアサルトライフルで、消音器付き。
M4カービン
黒崎隊隊員や機動部隊隊員の主武装のアサルトライフル。
CAR-15 カービン
黒崎隊隊員の主武装のアサルトライフル。
M16自動小銃
黒崎隊隊員の主武装であるアサルトライフル。
ベレッタ92FS
4C本部警備隊員が使用する拳銃。
H&K MP5
青山隊隊員や赤松隊隊員の主武装のサブマシンガン。
H&K MP7
黒崎隊に編入した美月が愛用するサブマシンガン。
FN SCAR-H
藤尾隊隊員や機動部隊隊員の主武装のアサルトライフル。
Colt AR-15 A2 Government Carbine
4C本部警備隊員や機動部隊の主武装のアサルトライフル。
M26手榴弾
千翼の暴走時に黒崎が使用した手榴弾。
火炎放射器
黒崎隊が自動車を運転していた新種のアマゾンに使用した武器。
CYMA M052 ピストルグレネードランチャー
圧裂弾発射用に福田や美月たちが使用した武器。
圧裂弾
4Cが扱う対アマゾン用の兵器。一撃でアマゾンを確実に粉砕する威力を持ち、一体のアマゾンに命中するとそのアマゾンから弾丸の中の起爆性が非常に高い成分が拡散され、他のアマゾンにも命中し大爆発する。その脅威的な破壊力から、市街地での使用は基本的に禁止されている。
イユが使用しているネオアマゾンズレジスターには圧裂弾の数パーセントの衝撃を持った装置が仕込まれており、変身の度に衝撃が付加される。さらに、イユが制御不能になったときのために「YBR-19」というコードネームの「廃棄システム」が内装されており、数時間をかけて断続的に衝撃を与えて機能を停止させることができる。千翼にも加納から検査と称して同様の効果を持った腕輪を装着された。

## キャスト
鷹山仁役の谷口賢志や志藤真役の俊藤光利をはじめとして、出演者には東映特撮作品への出演経験者が多い。

### シーズン1（キャスト）
- 水澤悠 / 仮面ライダーアマゾンオメガ[注釈 23] - 藤田富[67]
- 鷹山仁 / 仮面ライダーアマゾンアルファ[注釈 23] - 谷口賢志[67]
- 水澤美月 - 武田玲奈[67]（1 - 10,12,13）
- 泉七羽 - 東亜優[67]（1 - 3,5 - 13）
- 志藤真 - 俊藤光利
- マモル / モグラアマゾン[注釈 23] - 小林亮太[68]
- 大滝竜介 - 馬場良馬（1,2）
- 高井望 - 宮原華音
- 前原淳 - 朝日奈寛（1 - 3,9 - 11）
- 三崎一也 - 勝也
- 福田耕太 - 田邊和也
- 橘雄悟 - 神尾佑（3 - 6,8 - 11,13）
- 加納省吾 - 小松利昌（1 - 7,9 - 13）
- 水澤令華 - 加藤貴子（1 - 7,9 - 13）
- 天条隆顕 - 藤木孝（3,4,8,9,11,13）

### シーズン2（キャスト）
- 千翼 / 仮面ライダーアマゾンネオ[注釈 23] - 前嶋曜[69]
- イユ / カラスアマゾン[注釈 23] - 白本彩奈[69]
- 水澤悠 / 仮面ライダーアマゾンオメガ[注釈 23] - 藤田富[69]（2,3,5 - Last）
- 鷹山仁 / 仮面ライダーアマゾンアルファ[注釈 23] - 谷口賢志[69]（6 - Last）
- 水澤美月[注釈 24] - 武田玲奈[69]（2,3,5 - 7,9 - Last）
- 泉七羽[注釈 25] - 東亜優[69]（1,2,7 - Last）
- 黒崎武 - 三浦孝太[69]
- 福田耕太 - 田邊和也（1 - 7,9 - Last）
- 札森一郎 - 籾木芳仁[69]
- 長瀬裕樹 - 赤楚衛二[69]
- 山下琢己 - 三浦海里[69]（1,2）
- 北村健太 - 堂本翔平[69]（1 - 3）
- 志藤真 - 俊藤光利（1 - 7,9 - Last）
- マモル / モグラアマゾン[注釈 23] - 小林亮太[70]（4 - 6,8 - Last）
- 三崎一也 - 勝也（3 - 7,9 - Last）
- 高井望 - 宮原華音（3 - 7,9 - Last）
- 橘雄悟 - 神尾佑（1 - 7,9,11 - Last）
- 加納省吾 - 小松利昌（1 - 7,9）
- 星埜始 - 山崎潤（2 - 4,8,12,Last）
- 水澤令華 - 加藤貴子（7,9 - 11,Last）
- 天条隆顕 - 藤木孝（10,11,Last）

### 声の出演
- 調査班[注釈 26] - 武田幸史[71]（1,5,7,8,12,13）
- 研究員[注釈 26] - 石井ゆかり[72][73][74]（10,11）
- 各務立基（3,4,9,10）
- 情報隊隊員[注釈 26] - 佐藤晴男（シーズン2）

### ゲスト

#### シーズン1（ゲスト）
- 野次馬の女性[75][注釈 26] - 片岡富枝（1）
- カップルの男性[76][注釈 26] - オカザキマサヒロ（1）
- カップルの女性[77][注釈 26] - 宮澤じゅり（1）
- 主婦 - 本橋由香（3,4）
- 作業員 - 佐藤文吾（3）
- 野座間製薬役員[注釈 26] - 津村和幸、ふるごおり雅浩（3,4）
- 守衛[注釈 26] - 向井恭介（3,4）
- 浅井[78][注釈 26] - 久保智裕（4）
- 加藤[79][注釈 26] - 高嶋宏一郎（4）
- 中山[80][注釈 26] - 渡辺諒（4）
- バスの運転手[81][注釈 26] - 川野弘毅（5）
- タクシーの運転手[82][注釈 26] - 佐藤太輔（5）
- 下霜草司 - 弓削智久（7,8）
- 小山ハジメ - タモト清嵐（7,8）
- 報道番組のリポーター[83][注釈 26] - 加藤満（7）
- 刑事[84][注釈 26] - Velo武田、中山孟（7）
- カップル[85][注釈 26] - 金山拓矢、柏原有希（8）
- オーナー - 植木紀世彦（9）
- ミカ - 沢井美優（9,12）
- 沢口 - 柴田明良（9 - 11）
- 伊藤[86][注釈 26] - 瑛（劇団番町ボーイズ☆ / 9）
- 石井[87][注釈 26] - 平川博晶（9）
- 医師[注釈 26] - 田中雄策、吉岡択、畠山大輝（11）
- 島田[注釈 26] - 西祐一郎（12,13）
- 福田耕太の母[注釈 26] - 泉晶子（13）

#### シーズン2（ゲスト）
- 千翼 子供時代 - 高橋琉晟（1,8,）
- 千翼 少年時代 - 田口翔大（1,2）
- イユ 子供時代 - 八田久翠（2,4,Last）
- 鴻隊員 - 鴻勇紀[注釈 27]（1 - 4,6 - 9）
- 中川隊員 - 中川昌弘[注釈 27]（1 - 4,6 - 9）
- 警察官[注釈 26] - 田中良（1）
- 花嫁[注釈 26] - 白井珠希（1）
- 研究員[注釈 26] - 松岡翔、成富健太（1,3,4）
- 情報隊員[注釈 26] - 中里圭介（1,2）
- 4C隊員[注釈 26] - 笠原竜司（2,12）
- 女[注釈 26] - 松岡里英（2）
- 医者 - 川嶋秀明（3,4）
- 看護師 - 早川知子（3）
- アナウンサー[注釈 26] - 矢崎文也（3）
- 中井沙紀[注釈 26] - 生田佳那（3）
- 本田[注釈 28] - 宮城大樹（4,10 - 13）
- 襲われた女[注釈 26] - 所里沙子（4）
- エミリ - 落合恭子（5,6）
- 周也 - 藤本涼（5,6）
- 藤尾 - 笠原紳司（5,6）
- 中島 - 左光哲（5,6）
- 島田 - 西祐一郎（5,8,9）
- カオリ - 中村有沙（5,8,9）
- イユ 少女時代 - 上條櫻子（7）
- 境 - 橋本拓也（7）
- ヒロキのクラスメイト[注釈 26] - 木原瑠生、佐藤俊彦（7）
- 男[注釈 26] - 黒岩司（9）
- 赤松竜二 - 内田章文（9 - 12）
- 看護師 - 山本亜依（10）
- 木村 - 塩顕治（10,11）
- 福田の母 - 泉晶子（10）
- 機動部隊長 - 河野マサユキ（Last）

### スーツアクター
- アマゾンオメガ[出典 11]、仮面ライダーアマゾンニューオメガ[90][91] - 藤井祐伍（シーズン2も続投[92][注釈 29]）
- アマゾンアルファ[出典 12]、蝶アマゾン（幼虫）[94]、クワガタアマゾン[95] - 岩上弘数
- 仮面ライダーアマゾンシグマ[出典 13]、コウモリアマゾン[97]、女王アリアマゾン[89]、カニアマゾン[94]、敵アマゾン[88] - 荒川真
- モグラアマゾン[出典 14] - 佐藤太輔
- モグラアマゾン[99][100] - 熊本敬介（シーズン2）
- クモアマゾン[出典 15] - 谷本峰
- 仮面ライダーアマゾンオメガ（代役）[91]、トンボアマゾン[97] - 鈴木大樹
- 仮面ライダーアマゾンネオ[90][95]、モズアマゾン[102]、カニアマゾン[102]、アマゾンネオ素体[102] - 松岡航平
- カラスアマゾン[90][103] - 菊地雄人
- クラゲアマゾン[99] - 藍田将太

## スタッフ
近年の平成ライダーシリーズが新人を起用して新風を吹かせる傾向にあったため、白倉伸一郎・武部直美・小林靖子・石田秀範・田﨑竜太・金田治など、初期の平成ライダーシリーズで重責を担った面々が多数参加しているが、ニチアサとの差別化という意識ではない。劇伴を担当する蓜島邦明は『仮面ライダーカブト』以来のライダー作品参加となった。
アクションは、平成仮面ライダーシリーズを担当するジャパンアクションエンタープライズとアクション監督の田渕景也が所属するスタントジャパンが合同で担当する。田渕の起用は、パイロット監督の石田がニチアサとの差別化がコンセプトのため、田渕の参加した映画『キカイダー REBOOT』を観て推薦したことによる。
- 原作 - 石ノ森章太郎
- 脚本 - 小林靖子
- 音楽 - 蓜島邦明
- 撮影 - 上赤寿一、朝倉義人（シーズン1 Episode3 - 8のみ）、岩崎智之
- 照明 - 堀直之、林大樹
- 美術 - 竹内公一、竹内悦子
- 録音 - 畑幸太郎、三澤武徳、下代宗太郎（シーズン2のみ）
- 編集 - 大畑英亮
- スクリプター - 渋谷康子、柿崎徳子、國米美子
- 助監督 - 塩川純平、石井千晶、浦弘之、近藤孔明
- 制作担当 - 中島嘉隆、吉川和也
- ラインプロデューサー - 道木広志
- AC監督補 - 江澤大樹（Gocoo）、菅原将暉（シーズン2）
- 操演 - 船越幹雄（ライズ）
- カースタント&コーディネート - 西村信宏（武士レーシング）
- スクリプター助手 - 國米美帆
- 制作デスク - 佐々木幸司
- AP - 坂航太
- キャラクターデザイン - 田嶋秀樹（石森プロ）
- キャラクター&クリーチャーデザイン - 小林大祐
- デザイン協力 - PLEX
- 造型 - 蟻川昌宏・浅野桂（ブレンドマスター）
- 視覚効果 - 日本映像クリエイティブ
- VFXスーパーバイザー - 三輪智章（シーズン1のみ）、久村英徹（シーズン1のみ）
- VFXコーディネイター - 長部恭平、豊直康
- 広報AP - 川勝宥典
- 音楽プロデュース - 本谷侑紀（東映音楽出版）、Project.R
- 制作プロダクション - 東映テレビ・プロダクション
- スーパーバイザー - 小野寺章（石森プロ）
- プロデュース - 白倉伸一郎・武部直美（東映）、佐々木基・梶淳（テレビ朝日）、古谷大輔（アサツー ディ・ケイ）
- アクション監督 - 田渕景也（Gocoo）
- 「仮面ライダーアマゾンズ」製作委員会（東映、テレビ朝日、アサツー ディ・ケイ、バンダイ）
- 監督 - 石田秀範、田﨑竜太、金田治（ジャパンアクションエンタープライズ）
- Produced for Amazon プライム・ビデオ

## 主題歌
「Armour Zone」（シーズン1）
作詩 - マイクスギヤマ / 作曲 - 山田信夫 / 編曲 - 高橋哲也 / 歌 - 小林太郎
シーズン1Episode6、シーズン2Episode8では挿入歌として使用。
「DIE SET DOWN」（シーズン2）
作詩 - マイクスギヤマ / 作曲 - 山田信夫 / 編曲 - 高橋哲也 / 歌 - 小林太郎 / コーラス - 幡野智宏、谷本貴義、高橋哲也、久保田薫

## 制作
シーズン1
本作品は、他の仮面ライダーシリーズと同様に子供層を中心とした家族向けになっているが、配信で映像を見るのは主に30 - 40代の男性であるため、白倉は見応えのあるものに全要素を第1話から凝縮させなければいけないと考え、海外ドラマファンから見ても映画ファンから見ても、もちろんヒーローが好きな人も引き込まれるようなものを目指したという。
一方、「ホラー×ハードアクション×人間ドラマ」という重厚なストーリー作劇も掲げられているため、Amazonプライム・ビデオの公式ページには「本作品には、一部バイオレンス・シーンが含まれております。未成年の方のご鑑賞に当たりましては、保護者の方の適切な配慮をお願い致します」との記述がされている。
脚本に小林靖子を起用したことについては、彼女のことを「原作があってそれを踏まえる作品ではなく、オリジナルで、登場人物の造形から掘り下げていくということが向いている作家」と評した白倉によるものであり、『アマゾン』から引き継いだ要素や大事にした点については、『アマゾン』のテーマをそのまま置き換えても現代人には伝わらないので、それを現代にも通じるようにどう咀嚼して再送信するかを意識した。また、モグラアマゾンについては、「現象面としてのモグラ獣人は踏襲し、主人公の水澤悠 / 仮面ライダーアマゾンオメガと築く関係が物語の端で主軸を担うのでは」と白倉は思っている。また、監督の石田は初期の『仮面ライダー』の怪奇性や『アマゾン』、『仮面ライダークウガ』は意識していないという。
白倉は本作品のキャラクターを他の仮面ライダーシリーズに客演させることは構想しておらず、「アマゾンズがどこかに客演できないくらい、そしてほかのライダーも出てくることができないくらいオリジナリティーのある作品にしたいと思っています。突出している存在になりたいし、なっていると自信をもっています」と語っている。
悠 / アマゾンオメガを演じる藤田富が、監督から「仮面ライダーをやると思うな」と言われたことからも示唆されるように、劇中で「仮面ライダー」との呼称は一切使用されない。「仮面ライダーというよりは、たまたま変身できるようになった青年・水澤」として演じているという。藤田の撮影は2016年1月から開始され、寒い中での野外撮影が多かったこと以上にアフレコには苦労した。「アマゾンなので動物をイメージしろ」と言われ、動物のような声を緩急をつけて出す大変さを実感した藤田は、共演者たちとの打ち解け合いについて監督から「仲間意識とかいらないから」とまで言われたそうである。また、本作品への起用が決定した当時に藤田は所属事務所の社長から後輩と共に焼肉屋へ呼び出され、泣き出した社長にそのことを聞かされたが、当時の藤田自身には現実味がなく、渡された台本の最初に自分の名前が書いてあったことにも驚いたという。なお、ワイヤーアクションについては、本作品が初体験だったそうである。
Episode1とEpisode2はニチアサとの差別化から映画で使用されるピントが浅いシネレンズを使用している。また、現場で撮影された映像はRGBが全部出ているため、普通の色味の画だが、EEDオペレーターの緩鹿秀隆によって緑が強い画に調整している。ネット視聴のため、テレビで観る場合とノングレアのノートパソコンやスマホ・iPadで観る場合の明るさと黒のレベルを意識している。
Episode10とEpisode11の対アマゾンシグマ戦では、ドローンによる空撮を行っている。
シーズン1終了後の2016年11月22日にはスペシャルイベントが中野サンプラザで開催され、主要俳優陣と小林、白倉が登壇した。2017年3月7日には、シーズン2の配信決定が発表された。
2018年5月5日には、シーズン1を再編集した映画『劇場版 仮面ライダーアマゾンズSeason1 覚醒』が公開された。

シーズン2
脚本の小林は、「シーズン1が『野生と養殖』の物語であったが、シーズン2は『少年と少女』の物語である」と語っている。また、プロデューサーの白倉は、「シーズン1は、『生きること』にスポットを当てていたが、シーズン2は『人であること』に焦点を当て、シーズン1よりハードになっている」と語っている。
白倉はテレビで放送されたシーズン1とは対照的にテレビで放送できない内容にすることを考えており、監督の石田は肉体的にも精神的にも痛々しい刺激的な表現を志向したという。
シーズン2の物語の舞台は、世界観こそ一緒であるものの前期とまったく異なる物語にするためにもシーズン1の5年後と設定され、「シグマ少女」という小林の提案による設定のもと、ボーイ・ミーツ・ガールを物語の主軸とした。小林は仁だけではなく、駆除班などのシーズン1の登場人物をまったく出さないことも想定していたが、プロデューサーの武部直美の意見により、シーズン1の登場人物も引き続き登場することとなった。
星埜始がイユをはじめとする家族を惨殺するシーンは、Episode2とEpisode3で描かれることとセットを血みどろにする必要があったため、石田・田﨑両監督による同日撮影が行われた。
2018年5月12日には、シーズン2を再編集した映画『劇場版 仮面ライダーアマゾンズSeason2 輪廻』が公開された。

## 各話リスト
シーズン2最終話を除きサブタイトルの先頭文字はAからYまでのアルファベット順で構成され、最終話はシーズン1のEpisode1と同タイトルで構成された。脚本は全話小林靖子が担当したため省略する。
シーズン1
| 話数[107]    | サブタイトル[107]       | 配信日[107]   | 分数[107] | 監督     |
| ------------ | ----------------------- | ------------- | --------- | -------- |
| Episode 1    | AMAZONZ                 | 2016年 4月1日 | 46分      | 石田秀範 |
| Episode 2    | BEAST INSIDE            | 4月8日        | 40分      | 石田秀範 |
| Episode 3    | COLONY OF ANTS          | 4月15日       | 32分      | 田﨑竜太 |
| Episode 4    | DIE OR KILL             | 4月22日       | 30分      | 田﨑竜太 |
| Episode 5    | EYES IN THE DARK        | 4月29日       | 29分      | 金田治   |
| Episode 6    | FOR WHAT I FIGHT        | 5月6日        | 34分      | 金田治   |
| Episode 7    | GAME OF THE BUTCHERS    | 5月13日       | 29分      | 石田秀範 |
| Episode 8    | HERO OR NOT             | 5月20日       | 27分      | 石田秀範 |
| Episode 9    | INTO THE CANNIBAL'S POT | 5月27日       | 29分      | 田﨑竜太 |
| Episode 10   | JUNGLE LAW              | 6月3日        | 29分      | 田﨑竜太 |
| Episode 11   | KILLING DAY             | 6月10日       | 29分      | 田﨑竜太 |
| Episode 12   | LOST IN THE FOG         | 6月17日       | 30分      | 石田秀範 |
| Last Episode | M                       | 6月24日       | 39分      | 石田秀範 |
シーズン2
| 話数         | サブタイトル      | 配信日        | 分数 | 監督     |
| ------------ | ----------------- | ------------- | ---- | -------- |
| Episode 1    | NEO               | 2017年 4月7日 | 39分 | 石田秀範 |
| Episode 2    | ORPHANS           | 4月14日       | 33分 | 石田秀範 |
| Episode 3    | PERSONA NON GRATA | 4月21日       | 30分 | 田﨑竜太 |
| Episode 4    | QUO VADIS?        | 4月28日       | 30分 | 田﨑竜太 |
| Episode 5    | RAMBLING ROSES    | 5月5日        | 30分 | 石田秀範 |
| Episode 6    | SCHOOLDAYS        | 5月12日       | 31分 | 石田秀範 |
| Episode 7    | THE THIRD DEGREE  | 5月19日       | 29分 | 田﨑竜太 |
| Episode 8    | UNDER WRAPS       | 5月26日       | 30分 | 田﨑竜太 |
| Episode 9    | VANISHING WINGS   | 6月2日        | 29分 | 田﨑竜太 |
| Episode 10   | WAY TO NOWHERE    | 6月9日        | 29分 | 石田秀範 |
| Episode 11   | XING THE RUBICON  | 6月16日       | 31分 | 石田秀範 |
| Episode 12   | YELLOW BRICK ROAD | 6月23日       | 30分 | 田﨑竜太 |
| Last Episode | AMAZONZ           | 6月30日       | 38分 | 田﨑竜太 |

## 配信・放送局
| 放送期間               | 放送時間                     | 放送局         | 対象地域 | 備考   |
| ---------------------- | ---------------------------- | -------------- | -------- | ------ |
| 2016年7月3日 - 9月25日 | 月曜 1:00 - 1:30（日曜深夜） | BS朝日         | 日本全域 | BS放送 |
| 2016年7月6日 - 9月28日 | 水曜 22:30 - 23:00           | TOKYO MX       | 東京都   |        |
| 2017年4月2日 - 5月17日 | 日曜 11:00 - 12:00           | 東映チャンネル | 日本全域 | CS放送 |

| 配信期間               | 配信時間     | 配信サイト             | 備考 |
| ---------------------- | ------------ | ---------------------- | ---- |
| 2016年4月1日 - 6月24日 | 毎週金曜更新 | Amazonプライム・ビデオ |      |

| 配信期間               | 配信時間     | 配信サイト             | 備考 |
| ---------------------- | ------------ | ---------------------- | ---- |
| 2017年4月7日 - 6月30日 | 毎週金曜更新 | Amazonプライム・ビデオ |      |

## BD / DVD
2017年2月8日にシーズン1のBlu-ray COLLECTIONが発売。2018年2月7日にシーズン2のBlu-ray COLLECTIONが発売。
シーズン1
| 通常版DVD          | 通常版DVD      | 通常版DVD                | 通常版DVD | 通常版DVD |
| 巻                 | 発売日         | 収録話                   | 規格品番  | 規格品番  |
| ------------------ | -------------- | ------------------------ | --------- | --------- |
| 1                  | 2017年02月8日  | EPISODE1 - EPISODE3      | DSTD09587 | DSTD09587 |
| 2                  | 2017年03月8日  | EPISODE4 - EPISODE6      | DSTD09588 | DSTD09588 |
| 3                  | 2017年04月12日 | EPISODE7 - EPISODE9      | DSTD09589 | DSTD09589 |
| 4                  | 2017年05月10日 | EPISODE10 - Last Episode | DSTD09590 | DSTD09590 |
| Blu-ray COLLECTION |                |                          |           |           |
| 巻                 | 発売日         | 収録話                   | 規格品番  | 規格品番  |
| 1                  | 2017年02月8日  | EPISODE1 - Last Episode  | BSTD09629 |           |
シーズン2
| 通常版DVD          | 通常版DVD      | 通常版DVD                | 通常版DVD | 通常版DVD |
| 巻                 | 発売日         | 収録話                   | 規格品番  | 規格品番  |
| ------------------ | -------------- | ------------------------ | --------- | --------- |
| 1                  | 2018年02月7日  | EPISODE1 - EPISODE3      | DSTD09731 | DSTD09731 |
| 2                  | 2018年03月7日  | EPISODE4 - EPISODE6      | DSTD09732 | DSTD09732 |
| 3                  | 2018年04月11日 | EPISODE7 - EPISODE9      | DSTD09733 | DSTD09733 |
| 4                  | 2018年05月9日  | EPISODE10 - Last Episode | DSTD09734 | DSTD09734 |
| Blu-ray COLLECTION |                |                          |           |           |
| 巻                 | 発売日         | 収録話                   | 規格品番  | 規格品番  |
| 1                  | 2018年02月7日  | EPISODE1 - Last Episode  | BSTD09653 |           |

## テレビ版
シーズン1
2016年7月より新撮オープニング映像を追加したテレビ版が、BS朝日とTOKYO MXにて放送された（放送枠については#配信・放送局を参照）。いずれも深夜枠やプライムタイム枠であるが、ホラーや食人の要素を含む過激な内容をそのまま放送することは30分枠の尺の都合からも不可能であるため、各話26分に再編集されている。福田耕太役の田邊和也によれば、「Amazonプライムビデオ配信版が、いわゆるディレクターズ・カット版に近い形」とのことである。

## 受賞
- ジャパンアクションアワード2017[129][130]
  - ベストアクション作品賞 優秀賞 「仮面ライダーアマゾンズ」
  - ベストスタントマン賞 優秀賞 藤井祐伍 （JAE） 「仮面ライダーアマゾンズ」
  - ベストアクション監督賞 優秀賞 田渕景也 （JAE）「仮面ライダーアマゾンズ」
  - ベストアクション女優賞 優秀賞 宮原華音「仮面ライダーアマゾンズ」
- ジャパンアクションアワード2018[131]
  - ベストアクションシーン賞 優秀賞 「仮面ライダーアマゾンズ シーズン2」

## ゲーム
『オール仮面ライダー ライダーレボリューション』 （3DS）
アマゾンオメガとアマゾンアルファが登場。
『仮面ライダー ブットバソウル』
2016年8月4日より稼働開始。ゲーム筐体付カプセル販売機くじガシャポンで販売のメダル玩具。アマゾンオメガ、アマゾンアルファ、アマゾンシグマ、アマゾンネオ、アマゾンニューオメガが登場。
その他、長瀬裕樹が声のみだが登場する。
『仮面ライダーバトル ガンバライジング』
ガシャットヘンシン4弾からアマゾンオメガとアマゾンアルファが、ガシャットヘンシン5弾からアマゾンネオとアマゾンニューオメガが登場。
『仮面ライダー バトルラッシュ』
本作品のキャラクターが登場するスマートフォンアプリゲーム。
『仮面ライダー シティウォーズ』
同上。

## 映画

### 再編集版
『劇場版 仮面ライダーアマゾンズSeason1 覚醒』
『劇場版 仮面ライダーアマゾンズSeason2 輪廻』
共にテレビシリーズの再編集版。『最後ノ審判』の公開に先駆け、2018年5月5日より『Season1 覚醒』が、5月12日より『Season2 輪廻』が劇場公開された。いずれも編集は監督の石田秀範が担当している。
キャッチコピーは「「最後ノ審判」へと至る生と死の記録」。

### 最後ノ審判
『仮面ライダーアマゾンズ THE MOVIE 最後ノ審判』は、2018年5月19日に公開された日本の劇場作品。
キャッチコピーは「全てを守りたい 全てを殺したい」、「真の仮面ライダーを生きる覚悟はあるか」。

#### 概要（映画）
シーズン1、シーズン2の続編かつ完結作にあたり、仮面ライダー映画では初となる、4DX/MX4Dでの上映も公開される。
2017年12月9日公開の『仮面ライダー平成ジェネレーションズ FINAL ビルド&エグゼイドwithレジェンドライダー』のエンディング後、2018年春に『仮面ライダーアマゾンズ 完結編（仮題）』が公開されることが発表され、同年3月3日にタイトルが『仮面ライダーアマゾンズ THE MOVIE 最後ノ審判』であることと、公開日が同年5月19日であることが発表された。
白倉は、「従来のいわゆる春映画はもうやるつもりはなく、『アマゾンズ』の映画化はそれとは別の流れ」と自身のTwitterアカウントで語っている。

#### ストーリー（映画）
シーズン2から2年が経過し、4Cによるアマゾン殲滅作戦は佳境を迎えていた。残るアマゾンはオメガ＝悠とアルファ＝仁の2体。4Cの黒崎隊に追いつめられた悠は、悠を守るためにあえて4Cに身を置いていた美月の助けで何とか命からがら逃げおおせるも、黒崎の銃撃に遭い負傷した美月と共にある山林の湖に没してしまう。次に二人が目を覚ますとそこは切子村にある切子聖園という養護施設の中。施設に預けられていたムクという少女たちに助けられた悠たちは、園長である御堂英之助の計らいで施設に身を隠すこととなるが、そこにアマゾンが出現。子供たちを守ろうとする悠だったが、その目の前で御堂がネオアルファに変身して圧倒的な力でアマゾンを撃退してしまう。
一方そのころ、4Cの代表である橘は政治家に取り入り新たな計画を実行に移そうとしていた。それは何とアマゾンを家畜として生産し、富豪たちに最高の食材として提供するアマゾン畜産計画で、そしてそのアマゾンとは、まさに悠たちが身を隠している切子聖園の子供たちだったのだ。
悠と美月を保護するようにと令華から命令を受けた駆除班、悠たちを駆除しようとする4C、未だ行方の知れない仁。やがて切子聖園の秘密が暴かれる時、悠と仁の最後の決着が幕を開ける。

#### 登場人物（映画）
御堂 英之助（） / 仮面ライダーアマゾンネオアルファ
切子聖園と呼ばれる養護施設の園長。親のいない少年少女たちを施設で引き取り、新たな家族である里親が名乗り出ると彼らを送り出すといった日々を過ごしている。淡白な口調ながら園児や悠たちにも物腰は柔らかく接する穏やかな性格に見えるが、ルールを破るものに対しては本性を現し、一人称も「俺」に変わり厳しく冷徹な性格を覗かせる。
無用な詮索を好まず、悠が食人を行わないアマゾンであると知った時も施設のルールである「何があったかは聞かない」として施設に留まるよう説得した。しかし逆に自分たちの正体を詮索されることも好まず、地下礼拝堂に立ち入ろうとする悠を何度か制止している。
その正体はアマゾン畜産計画を立案・実行していた生物学者。
- 当初の設定であった園長と店長という二つの設定を一つにあわせたものになっている。脚本の高橋の、悠がアマゾンを「守る」人、仁がアマゾンを「殺す」「壊す」人、という解釈からアマゾンをあくまでも家畜として「活かす」人であり、ヤバい倫理観の人たちの集まりである『アマゾンズ』の世界で、人類の中で常識を背負った人と位置づけられており、人類が日常的に育てた肉を食べている問題を背負っているが、本作品では「悪」としての属性を際立たせたキャラクターとして設定している。また、人間を襲っていた怪人的な存在のアマゾンが、本作品では畜産されたアマゾンが可哀相であり、それを利用する人間に悪を感じさせるのが本作品のテーマであり、本作品が悠と仁の決着を描くストーリーのため、分かりやすい悪役の役割を担う部分も描いている。アルファとの決戦ではスペックに差があるため、アルファが必殺技を最後ではなくいきなり使って逆転されるものとなった。当初はアルファに体を貫かれた後は縦に大切断で切り裂かれるというものだったが、遺体を悠が目撃するシーンがあったことから見送られた。
- 特殊な状況下に置かれている施設の子供たちとの対比から、ごく普通に見える少年少女に対して「見るからに悪い人」にするため、鋭い眼光で常軌を逸した雰囲気の出せる姜が選ばれた。
- 御堂を演じる姜は、当初は本性を隠している際には優しく接する感じで演じていようとしていたが、監督の石田から一貫して冷徹な人物として演じ、分かりやすい芝居はしないように言われたという。

ムク / リスアマゾン
切子聖園で生活している少女。ナンバー69。穏やかな性格で、4Cに追われていた悠と美月を匿い施設で共に過ごすことを提案する。自分たちを「幸せを運ぶ天使」と自認している。
自分が家畜として作られた存在であることも受け入れており、それに対する疑問も抱かず「誰かの命になって役に立てるのなら構わない」と生に対する執着を見せず、悠を困惑させるが、彼と出会ったことやアマゾン畜産計画の犠牲となった仲間を見たことで信念が揺らぎ、アマゾン化してしまう。
- 悠自らが課した禁を破り、「食べてでも戦う」というタブーに手を出して一線を越えて最終決戦に臨むことから悠に食べられるために設定されたキャラクターであり、食べられるために生まれてきた家畜アマゾンの不条理の代表格として置かれた。

ゴロウ
切子聖園で生活している少年。ナンバー56。ムクと同日に新しい家族に迎え入れられる。

ハイチ
切子聖園で生活している幼い少年。ナンバー81。他者を人見知りし、挨拶もおぼつかない態度を見せるが、美月と打ち解けるなど心根は悪くない。
本性を現したネオアルファに追われたため、地下礼拝堂の創造主に救いを求める。
- 切子聖園の子供たちの名前の由来は腕輪にある家畜としての「番号」から来ており、そのまま数字が生まれた順番となっているため、一番幼いものとなっている。

ミナ、サンゴ、ヨージ
施設から脱走し、廃屋に潜んでいた子供たち。ミナはリーダー格の少女、サンゴはまともに動けないほどに衰弱した少年、ヨージは最も幼い少年。ナンバーは順に37、35、42。いずれもアマゾン態に変身できるが人間を食べた経験はない。
偶然迷い込んだ駆除班を襲撃し、拘束する。

イツミ
切子聖園の園児。ナンバー53。悠と美月が保護された日の翌朝、品の良い老夫婦に迎えられる。

佐古島 晋作（）
橘が接触した有力政治家。アマゾン畜産計画を円滑に進めようとする橘から村の視察を進言される。

#### 仮面ライダー（映画）

##### 仮面ライダーアマゾンネオアルファ
御堂英之助がミリタントアマゾンズレジスターを用いて変身するアマゾン。他の仮面ライダーと違いベルトではなく腕輪で変身する。
ネオやニューオメガ以上に機械的な装甲を持ち、頭部はフェイスガードで保護されているのが特徴。距離を問わない攻撃が得意で、ニューオメガが苦戦するアマゾンをいとも容易く倒してみせた。
必殺技はインジェクターを押し込み、スイーパーのガトリングから対象を銃撃した後にチェーンソーで切り裂く。
- ミリタリーテイストのアーマーでアマゾン的なラインを構成し、まだ使用されていなかった黒い素体アマゾンを中に入れており、その模様を迷彩色にしている[39]。当初の設定では、シーズン2ラストの橘の「新しいシグマプロジェクトを！」というセリフから4Cによって繰り出されるシグマタイプの強敵という設定であったため、当初の台本には「シグマ」と書かれていた[10]。

ツール
ミリタントアマゾンズレジスター
従来のものとは違い、抑制剤の投与と変身の機能のみが搭載された左腕のレジスター。初期型のレジスターに形状は似ているが、色はミリタリー色が強い。レジスターのレバーを押し込むことでアマゾン細胞を刺激して変身する。
- ネオアマゾンズレジスターが鳥の顔を横向きにしていたことからもう1度、正面からの顔にしている。

ネオアマゾンズドライバー
ネオやニューオメガの変身の際に使用されているドライバーと同型だが、変身後に腰部に出現し、武装の生成と必殺技発動時のみに使用される。音声はネオと同じく「ネ・オ」。
ネオアルファスイーパー
ネオアマゾンズドライバーのインジェクターを押し込むことで右腕部分が変質した専用武装。アマゾン細胞弾を毎分6,600発連射する実弾兵器スイープガンとスイープソー（チェーンソー）が一体化しており、間合いを問わない万能さを発揮する。
- 凶悪な武器というオーダーからチェーンソーにガトリングガンを合わせたものに決まった。

#### アマゾン（映画）
本作品に登場するアマゾンは、切子聖園の地下礼拝堂にいる創造主から生み出され、共通して腕に個体識別番号の腕輪を装着している。
- 少ししか登場しないもののため、一目見ただけで大きくシルエットを変えたり、何の生物モチーフか分かるようにしている[39]。また、スーツは共通して既存のアマゾンのスーツを改造したものとなっているが、素体が同じアマゾンは同時に登場させることが出来ないため、それぞれ別の場面で登場させている[39]。腕輪は、畜産されている牛や豚が番号が付いた識別用のタグを付けていることから、番号で整理されているイメージを付けるために設定され[144]、プロップは役者用とスーツ用の2種類が用意され、新しいものと使い古されたものとその中間の3段階のウェザリングがされている[39]。

バッファローアマゾン
突如として切子聖園を襲撃したバッファロー型のアマゾン。施設の出身者である可能性がある。
最期はネオアルファのキックによって頭部を粉砕され、絶命する。
- スーツはゾウアマゾンの改造で、バッファローモチーフのため、腰に革布を巻いている。

サメアマゾン
突如として切子聖園を襲撃したサメ型のアマゾン。水中での戦いを得意としているが、劇中では地面を泳ぐように移動する能力を見せた。施設の出身者である可能性がある。
最期はニューオメガに頭部を引き抜かれ、絶命する。
- スーツはゾウムシアマゾンの改造で、上半身にサメと同じ生物種のエイのニュアンスを入れた肩アーマーを装着しており、過去にデザインの小林が担当していた『獣拳戦隊ゲキレンジャー』のゲキシャークトージャを参考にデザインされた。

ウミヘビアマゾン
ミナが変身するウミヘビ型のアマゾン。ウミヘビに似た右腕を伸張させて捕縛し、しなやかな両脚で敵を締め上げる攻撃を行う。
- 素体アマゾンの全身に長いウミヘビを1匹巻き付けたデザインにしている。

トラアマゾン
サンゴが変身するトラ型のアマゾン。黄色い皮膚を持ち、鋭い爪と牙で敏捷性を活かした素早い接近戦を得意とする。
- スーツはゾウアマゾンの改造で、トラモチーフのため、上半身に毛皮を巻いている。

カミツキガメアマゾン
ヨージが変身するカミツキガメ型のアマゾン。強靭な顎と強固な甲羅を持ち、皮膚は弾丸を弾くなど攻防に秀でている。
- スーツはゾウムシアマゾンの改造で、スーツをカメの緑ではなくダークレッドに塗りなおすことでスーツを共用しているサメアマゾンとも違和感がない色にしている。

リスアマゾン
ムクが変身するリス型のアマゾン。凶暴性は低いため、戦闘向きではない。
- ニートンブーツを履かせることで可愛らしさを出している。

#### キャスト（映画）
- 水澤悠 - 藤田富
- 鷹山仁 - 谷口賢志
- 水澤美月 - 武田玲奈
- 泉七羽 - 東亜優
- 黒崎武 - 三浦孝太
- 志藤真 - 俊藤光利
- 札森一郎 - 籾木芳仁
- 高井望 - 宮原華音
- 福田耕太 - 田邊和也
- 三崎一也 - 勝也
- 御堂英之助 - 姜暢雄[148]
- ムク - 国府田聖那[148]
- イツミ - 岡本莉音[149]
- ゴロウ - 奥田夢叶
- ハイチ - 大西統眞[150]
- 佐古島晋作 - 嶋崎伸夫
- ミナ - 鈴木つく詩[151]
- サンゴ - 河野晴日[152]
- ヨージ - 林タケル
- 国枝量平、角南範子
- 女性職員[注釈 26] - うえのやまさおり[153]
- 酒井晴人
- 和田サトシ
- オカモトジョージ
- 加藤四朗
- 鶴谷嵐
- 橘雄悟 - 神尾佑
- 水澤令華 - 加藤貴子
- 天条隆顕 - 藤木孝

#### スーツアクター（映画）
- アマゾンオメガ[51][91]、仮面ライダーアマゾンニューオメガ[154] - 藤井祐伍
- アマゾンアルファ[51][155] - 岩上弘数
- アマゾンネオアルファ[51][156] - 縄田雄哉
- リスアマゾン[51] - 石井靖見
- ウミヘビアマゾン[157][51] - 高岢百花
- トラアマゾン[157][51] - 中山甲斐
- カミツキガメアマゾン[157][51] - 中田裕士
- サメアマゾン[出典 16] - 伊藤茂騎
- バッファローアマゾン[157][51][154] - 東慶介
- 黒崎隊[158] - 久田悠貴
- 御前伸幸
- 宮川連
- 橋渡竜馬
- 石上龍成
- 北野瑠那
- 稲野純也
- 山口拓巳
- 本田光騎
- 菅原将暉
- 高嶋宏一郎

#### スタッフ（映画）
- 原作 - 石ノ森章太郎
- 脚本 - 高橋悠也
- 監修 - 小林靖子
- 音楽 - 蓜島邦明
- 製作 - 村松秀信、中尾勇一、間宮登良松、野田孝寛
- 企画 - 中川昌義、岩野貢、加藤和夫、麻生一宏
- 撮影 - 上赤寿一（WING-T）
- 照明 - 堀直之
- 録音 - 五十嵐圭
- 美術 - 竹内悦子
- 編集 - 大畑英亮
- スクリプター - 柿﨑徳子
- 助監督 - 塩川純平
- 制作担当 - 吉川和也
- ラインプロデューサー - 道木広志
- Bカメラ・計測 - 岩﨑智之
- VE - 瀬尾幸夫
- FO - 佐藤琢也
- 撮影助手 - 大渕ひなこ
- 照明助手 - 林大樹、井上真吾、渡辺雅俊
- 録音助手 - 中山寿範
- 絵コンテ - 武藤聖馬
- 制作デスク - 近藤孔明
- 進行主任 - 中保眞典
- 進行 - 只木歩、餅田愛里咲
- アクションコーディネーター - 江澤大樹（Gocoo）
- カースタント&コーディネーター - 西村信宏（武士レーシング）
- 装飾 - 大熊雄己（東京美工）
- 小道具 - 横山夏子（東京美工）
- セット付 - 伊藤文奈美（紀和美建）
- 衣裳 - 角田千香（東京衣裳）
- ヘアメイク - 長野一浩、佐藤友香（マービィ）
- キャラクター管理 - 中村豊
- 操演 - 船越幹雄・髙木友善（ライズ）
- 助監督 - 浦弘之、齊藤崇浩
- キャラクターデザイン - 田嶋秀樹（石森プロ）
- キャラクター&クリーチャーデザイン - 小林大祐
- デザイン協力 - PLEX
- 資料担当 - 山辺浩一、金子しん一（石森プロ）
- 造型 - 蟻川昌宏・浅野桂（ブレンドマスター）
- リレコーディングミキサー - 原口崇正
- 選曲 - 大森力也
- 音響効果 - 奥山力
- テクニカルコーディネーター - 緩鹿秀隆
- EED - 紺野はるか
- カラリスト - 菅井隆雄
- DCPパッケージ - 馬場亮、小関秀治
- 編集助手 - 隅田仁士
- ダビングエンジニア - 田邊萌乃
- 音響効果応援 - 壁谷貴弘
- 技術運営 - 八木明広
- 技術コンダクター - 林和哉
- 仕上進行 - 川崎秀彦
- 視覚効果
  - VFXスーパーバイザー - 久村英徹、長部恭平
  - VFXコーディネーター - 豊直康、三輪智章
    - 日本映像クリエイティブ
      - VFXアーティスト - 渡邉亮太、津田侑子、鈴木嘉大、越智裕司、小松祐規、竹内大稀、磯田功介、徳永拓馬、西方寛人、勝又拓海、笹江政毅、若林純

    - マリンポスト
      - VFXアーティスト - 諸星勲、桑本祥一

    - 林デジタル工務店
      - プロダクションマネージャー - 林秀則
      - VFXアーティスト - 島田友晴、吉岡隆史、田口小夜子、東孝裕

    - アンダーグラフ
      - VFXディレクター - 小林敬裕
      - VFXアーティスト - 佐々木良太、江川千恵子
- 宣伝プロデューサー - 金岡長広、笹田文代
- 広報AP - 小出大樹、久保佳未
- 宣伝 - 三橋剛、山本沙耶香、中舘充樹、八木萌子
- 音楽プロデュース - 本谷侑紀（東映音楽出版）、Project.R
- 劇場版「仮面ライダーアマゾンズ」製作委員会 - 東映、MAGNET、東映ビデオ、アサツー ディ・ケイ、バンダイ
- 制作プロダクション - 東映テレビ・プロダクション
- スーパーバイザー - 小野寺章（石森プロ）
- プロデュース - 白倉伸一郎、武部直美、古谷大輔
- アクション監督 - 藤井祐伍（ジャパンアクションエンタープライズ）
- 監督 - 石田秀範

#### 主題歌（映画）
「EAT, KILL ALL」
作詩 - マイクスギヤマ / 作曲 - 山田信夫 / 編曲 - Project.R（高橋哲也、大西省吾） / 歌 - Project.R（小林太郎、NoB） / コーラス - 仮面ライダーGIRLS

#### 制作（映画）
4DXが身長120センチメートル以下が見られないという制約があったためニチアサでの劇場版では不可能だが、アマゾンズであれば制作出来るため、制作されることとなった。だが、レイティングは年齢制限なしのG指定を想定して作られたが、PG-12指定であった『仮面ライダー THE NEXT』よりもハードな描写が目立っていたものの、スプラッタ映画とは違い、グロテスクな描写を楽しむものとして作られたわけではないため、映倫の中で意見は割れたものの、G指定となった。
シーズン1の予告で謳われていた「喰うか、喰われるか」というフレーズが配信版では生かされなかったため、同作品でそのフレーズを生かすため、「人間対アマゾン」という対立構図となった。「生きるというのは食べること」という『アマゾンズ』のテーマを違う形で昇華させるため、「食べられる側のアマゾン」をテーマの主軸とし、アマゾンに食われる人間たちを描いてきた配信版の逆転でアマゾンを食べる人間たちを描くこととなった。脚本の高橋が以前から心の中で燻っていた「畜産」というテーマを『アマゾンズ』の世界観で描くため、高橋が捉えていた仁の「アマゾンを生み出した創造主」という立ち位置のキャラクターから「神である一方で罪を背負っている」というイメージで描き、アマゾン牧場という畜産施設に礼拝堂のイメージを合体させることで高橋が目指していた『アマゾンズ』を描くこととなった。

#### プロモーション（映画）
2018年3月18日には、東京新宿通りにて開催された「四谷消防署 安全安心フェア」に志藤真役の俊藤光利、高井望役の宮原華音、三崎一也役の勝也、福田耕太役の田邊和也、仮面ライダーアマゾンオメガ、仮面ライダーアマゾンアルファ、仮面ライダーアマゾンネオアルファが登場し、東京消防庁のマスコットキャラクターであるキュータと共に歩いた。
2018年4月14日には、千葉県鎌ケ谷市のファイターズ鎌ケ谷スタジアムにて開催された北海道日本ハムファイターズ対阪神タイガースのファーム交流戦の始球式に宮原が登板し、アマゾンオメガとアマゾンアルファに見守られながら、打席に立った田邊を空振りに仕留めた。
2018年4月16日には、東京都中央区の丸の内TOEIにて開催された『Season1 覚醒』『Season2 輪廻』の完成記念連続上映会に主要キャスト陣と監督の石田秀範、そして同作品の応援隊長に就任したガチャピンとムックが登壇し、同作品の宣伝に努めた。
2018年4月20日には、水澤美月役の武田玲奈がアマゾンオメガやアマゾンアルファと共に4D上映を体験する模様を収録したWeb限定4D特別予告映像がYouTubeにて公開された。

#### BD / DVD（映画）
2018年10月3日発売。
- 劇場版 仮面ライダーアマゾンズSeason1 覚醒（DVD1枚組）
  - 映像特典
    - 『仮面ライダーアマゾンズ THE MOVIE 最後ノ審判』特報・劇場予告編
    - 4分でわかる「仮面ライダーアマゾンズ」
    - POSTER VISUAL
- 劇場版 仮面ライダーアマゾンズSeason2 輪廻（DVD1枚組）
  - 映像特典
    - 『仮面ライダーアマゾンズ THE MOVIE 最後ノ審判』特報・劇場予告編
    - 4分でわかる「仮面ライダーアマゾンズ」
    - POSTER VISUAL
- 仮面ライダーアマゾンズ THE MOVIE 最後ノ審判 DVD通常版（1枚組）
  - 映像特典
    - 『仮面ライダーアマゾンズ THE MOVIE 最後ノ審判』特報・劇場予告編
    - 4分でわかる「仮面ライダーアマゾンズ」
- 仮面ライダーアマゾンズ THE MOVIE 最後ノ審判 Blu-ray通常版（1枚組）
  - 映像特典
    - メイキング
    - 映画公開記念 プレミア音楽祭
    - 『覚醒』『輪廻』完成披露上映会舞台挨拶
    - 4DX完成披露試写会
    - 公開初日舞台挨拶
    - 公開二日目舞台挨拶
    - 『仮面ライダーアマゾンズ THE MOVIE 最後ノ審判』特報・劇場予告編
    - 4分でわかる「仮面ライダーアマゾンズ」
    - PR集
    - DESIGN & POSTER GALLERY
- 仮面ライダーアマゾンズ THE MOVIE トリロジーBlu-ray BOX（3枚組）
  - ディスク1：『劇場版 仮面ライダーアマゾンズSeason1 覚醒』本編Blu-ray
  - ディスク2：『劇場版 仮面ライダーアマゾンズSeason2 輪廻』本編Blu-ray
  - ディスク3：『仮面ライダーアマゾンズ THE MOVIE 最後ノ審判』本編Blu-ray
    - 映像特典
      - メイキング
      - 映画公開記念 プレミア音楽祭
      - 『覚醒』『輪廻』完成披露上映会舞台挨拶
      - 4DX完成披露試写会
      - 公開初日舞台挨拶
      - 公開二日目舞台挨拶
      - 『仮面ライダーアマゾンズ THE MOVIE 最後ノ審判』特報・劇場予告編
      - 4分でわかる「仮面ライダーアマゾンズ」
      - PR集
      - DESIGN & POSTER GALLERY

  - 初回限定特典
    - スペシャルブックレット（48P）
    - 特製スリーブケース

## 他媒体展開
下記の2作品はいずれもアマゾンアルファの声は谷口が担当。
『仮面ライダー×スーパー戦隊 超スーパーヒーロー大戦』（2017年3月25日公開）
仮面ライダーシリーズとスーパー戦隊シリーズのクロスオーバー作品。仮面ライダーアマゾンオメガと仮面ライダーアマゾンアルファと仮面ライダーアマゾンネオがチーム「仮面ライダーアマゾンズ」のメンバーとして登場。また、コウモリアマゾンも敵として登場している。
『仮面ライダージオウ ファイナルステージ』
『仮面ライダージオウ』の舞台劇。ショーの途中で「平成の世に生まれた昭和ライダー」としてアマゾンアルファとアマゾンオメガが登場。

## Web動画
4分でわかる仮面ライダーアマゾンズ
YouTube 東映映画チャンネルで配信のWeb動画で、Season1・2を再編集した内容となっている。ナレーションは志藤真役の俊藤光利が担当。
『仮面ライダーマジェード withガールズリミックス』
『仮面ライダーガッチャード』のスピンオフ作品。高井望が登場。

## 漫画

### 仮面ライダーアマゾンズ外伝 蛍火
『仮面ライダーアマゾンズ外伝 蛍火』（かめんライダーアマゾンズがいでん ほたるび）は、講談社の漫画雑誌『モーニング』2018年13号（2018年3月1日発売）および電子版『Dモーニング』13号に、同誌の読み切りシリーズ「CARNAVAL」第47弾として掲載された漫画。第2話以降は『Dモーニング』のみで連載され、2020年20号をもって完結した。
シーズン1におけるトラロック用の対アマゾンガスが完成したころからシーズン2開始直後までを舞台としており、映像作品に未登場のアマゾンを主人公とする物語が描かれる。千翼の腕がマモルたちに行き渡った経緯が明かされ、終盤に登場したベルトがネオアマゾンズドライバーの原型であることが示唆されている。

#### 登場人物（蛍火）
反町 昇（） / ホタルアマゾン（雄）
同作品の主人公。野座間製薬から逃走したアマゾンの一体で人間の遺体から海馬体を移植されている。他の実験体と同じように人間の姿を保ちながら土木作業員の仕事に就いている。
トラロックの決行日に外に出ていたため対アマゾン用ガスを浴びるが数日後に完治。事件を機に食人衝動が反転し、人間を食べたアマゾンだけを食べる衝動に駆られる。
飯柴 紬（） / ホタルアマゾン（雌）
同作品のヒロイン。野座間製薬から逃走したアマゾンの一体で、覚醒したアマゾンを感知する能力が高い。
誠司（） / カブトガニアマゾン
野座間製薬から逃走したアマゾンの一体。昇、紬らと共に生活する。弁当屋で働く。
弁当屋の同僚とのデート中に薬剤供給が切れて一線を越えてしまう。
櫛原 躍人（）
昇たちと共に暮らす人物。職業は翻訳家。
かつては野座間製薬に勤務していた研究者で三人がアマゾンであることを知っていた。
悠、仁、野座間の三勢力のせめぎ合いに人間を食べたアマゾンだけを食べる昇を第4勢力として介入させることを決意。

#### アマゾン（蛍火）
ホタルアマゾン雄 / 雌
ランク不明。昇と紬のアマゾン体。雄は長く雌は短い触角と複眼が特徴的で、胸の発光器官を光らせて相手を撹乱する。昇は人間の遺体から摘出した脳の一部を移植している。
カブトガニアマゾン
ランク不明。誠司のアマゾン体。薬剤供給切れから一線を越え食人を行う。紬に駆除され遺体の一部はイカスミパスタという名目で昇に食された。
兵隊アリアマゾン（蛍火）
ランク不明。第1話に登場する茂山のアマゾン体。薬剤供給が切れることを察したため、同じ実験体仲間の昇と誠司に最後の挨拶をする。その夜、ホームレスの老人を殺害したところを駆除班に見つかり交戦。ホタルアマゾンの機転でレジスターを左腕ごと切断して事なきを得るも、買い出しのために別行動を取っていたアマゾンオメガと交戦し駆除された。
コウモリアマゾン（蛍火）
ランク不明。トラロック決行日に昇と接触し生き延びた板野のアマゾン体。昇に移植された海馬体の持ち主だった男の兄弟を襲って食べたことで昇がアマゾンを食べるきっかけを作る。
オシドリアマゾン雄 / 雌
ランク不明。同作品が初出のアマゾン。トラロックから生き延びた1000体のアマゾン体のうちの二体。乳児院から複数の赤子を連れ去り、そのうちの一人を食していた。
雄は駆除班によって駆除され、逃げ延びた雌は昇に殺され食べられている。
クモアマゾン（蛍火）
ランク不明。トラロックから生き延びた1000体のアマゾン体のうちの1体。男を蜘蛛糸で縛り付けて食していたが、昇に殺され遺体は食べられた。
トンボアマゾン（蛍火）
ランク不明。トラロックから生き延びた1000体のアマゾン体のうちの1体でマモルらと行動していた1人。紬の誘いに乗り連れてきたホームレスの男性を食し、昇に殺され遺体は食べられた。

#### 書誌情報
- 石ノ森章太郎（原作）、真じろう（漫画）、小林靖子（監修） 『仮面ライダーアマゾンズ外伝 蛍火』 講談社〈モーニングKC〉、全5巻
  1. 2018年6月15日発売[165]、ISBN 978-4-06-511895-5
  2. 2019年1月23日発売[166]、ISBN 978-4-06-514289-9
  3. 2019年6月21日発売[167]、ISBN 978-4-06-516017-6
  4. 2019年11月22日発売[168]、ISBN 978-4-06-518065-5
  5. 2020年6月23日発売[169]、ISBN 978-4-06-519748-6